# Georges Perec
Pour les articles homonymes, voir Perec.
Œuvres principales
- Les Choses (1965)
- Un homme qui dort (1967)
- La Disparition (1969)
- Les Revenentes (1972)
- Espèces d'espaces (1974)
- W ou le Souvenir d'enfance (1975)
- Tentative d'épuisement d'un lieu parisien (1975)
- La Vie mode d'emploi (1978)

Georges Perec est un écrivain français né le 7 mars 1936 à Paris 19e et mort le 3 mars 1982 à Ivry-sur-Seine (Val-de-Marne). Membre de l'Oulipo à partir de 1967, il fonde ses œuvres sur l'utilisation de contraintes formelles, littéraires ou mathématiques.
Son travail, qui a donné lieu à de très nombreuses études, s'organise autour de quatre axes : romanesque, autobiographique, sociologique et ludique. Mais partout transparait le manque originel : celui de son père, tué à la guerre, celui de sa mère, disparue lors de son transport vers Auschwitz.
Il se fait connaître dès son premier roman publié par Maurice Nadeau dans la collection Les Lettres Nouvelles, Les Choses. Une histoire des années soixante (prix Renaudot 1965), qui restitue l'air du temps à l'aube de la société de consommation. Suivent, entre autres, Un homme qui dort, portrait d'une solitude urbaine, puis La Disparition, où il reprend son obsession de l'absence douloureuse ; ce premier roman oulipien est aussi un roman lipogrammatique (il ne comporte aucun « e »). Paraît ensuite, en feuilletons dans la Quinzaine Littéraire, en 1975, W ou le Souvenir d'enfance, qui alterne fiction olympique fascisante et écriture autobiographique fragmentaire. La Vie mode d'emploi (prix Médicis 1978), dans lequel il explore de façon méthodique et contrainte la vie des différents habitants d'un immeuble parisien, lui apporte la consécration.
Si Georges Perec est surtout connu pour ses romans et récits, il a également composé des poèmes, des pièces théâtrales ou radiophoniques, et a fait quelques incursions dans le domaine du cinéma.

## Biographie
Georges Perec naît le 7 mars 1936 à la maternité du 6 rue de l'Atlas (19e arrondissement de Paris). Ses parents, tous deux juifs d'origine polonaise, se sont mariés en 1934,.
Sa mère, Cyrla Szulewicz, dont le prénom est francisé en Cécile, arrive en France depuis Varsovie avec ses parents au début des années 1920 à l'âge de 7 ans. Elle tient plus tard un salon de coiffure, puis de 1941 à 1942 est ouvrière dans l'usine d'horlogerie Jaz à Puteaux. Son père, Icek Judko (devenu Isie ou André)  Perec, né en 1909, arrive en France à la fin des années 1920, en provenance de Lubartów. Il exerce divers métiers, livreur, tourneur, mouleur, fondeur,. Toute la famille vit à Belleville, rue Vilin. La grand-mère paternelle y tient un magasin d'alimentation, le grand-père maternel est marchand des quatre-saisons, la mère de Perec y ouvre un salon de coiffure au n° 24.
Engagé volontaire dans la Légion étrangère, Icek Perec est mortellement blessé par un obus le 16 juin 1940. Vers le printemps 1942,, la mère du petit Georges l’envoie en zone libre à Villard-de-Lans, où s'est réfugiée une partie de sa famille paternelle, sa tante Esther et son mari David Bienenfeld. Il est placé dans un home d'enfants, Le Clos Margot, puis dans un pensionnat catholique, où il est baptisé le 30 octobre 1943,.
Sa mère, arrêtée et internée à Drancy le 17 janvier 1943, est déportée vers Auschwitz le 11 février,.
Georges retourne à Paris pour la rentrée 1945. Il est pris en charge par les Bienenfeld jusqu'en 1957. Ils habitent au 18 rue de l'Assomption, possèdent une bijouterie et ont deux filles, dont l’écrivaine Bianca Lamblin.
De 1946 à 1949, Georges Perec fait ses études à l'école communale de la rue des Bauches (Paris XVIe), avant d'entrer au lycée Claude-Bernard,. Autour de ses 12 ans, il fait une fugue et entame ensuite une psychothérapie avec Françoise Dolto. Celle-ci conseille un internat au collège Geoffroy-Saint-Hilaire d'Étampes, où enseigne Jean Duvignaud,. En 1954, après une hypokhâgne au lycée Henri-IV, Georges Perec commence des études d'histoire qu'il abandonne rapidement. Fin 1956, il entame une psychanalyse avec Michel de M'Uzan et va vivre dans une mansarde rue Saint-Honoré,. Grâce à Duvignaud, il rédige des notes de lecture pour La Nouvelle Revue française et Les Lettres nouvelles de Maurice Nadeau.
De janvier 1958 à décembre 1959 il effectue son service militaire à Pau, dans un régiment de parachutistes. Fils d'un Mort pour la France, il est dispensé de partir en Algérie,. Il est en relation avec Henri Lefebvre, qui a une maison dans le Tarn,.
En octobre 1958, Georges Perec reçoit l'avis officiel de la mort de sa mère « le 11 février 1943 à Drancy ». Le 17 novembre 1959 un décret déclare que « si elle avait été française, elle aurait eu droit à la mention Mort pour la France. » Cela lui vaut d'être libéré de ses obligations militaires,.
À Paris, en 1959, Georges Perec rencontre Paulette Pétras, étudiante à la Sorbonne. Ils se marient le 22 octobre 1960. Paulette étant nommée pour deux ans enseignante à Sfax en Tunisie, le couple s'y installe mais revient en France l'année suivante,.

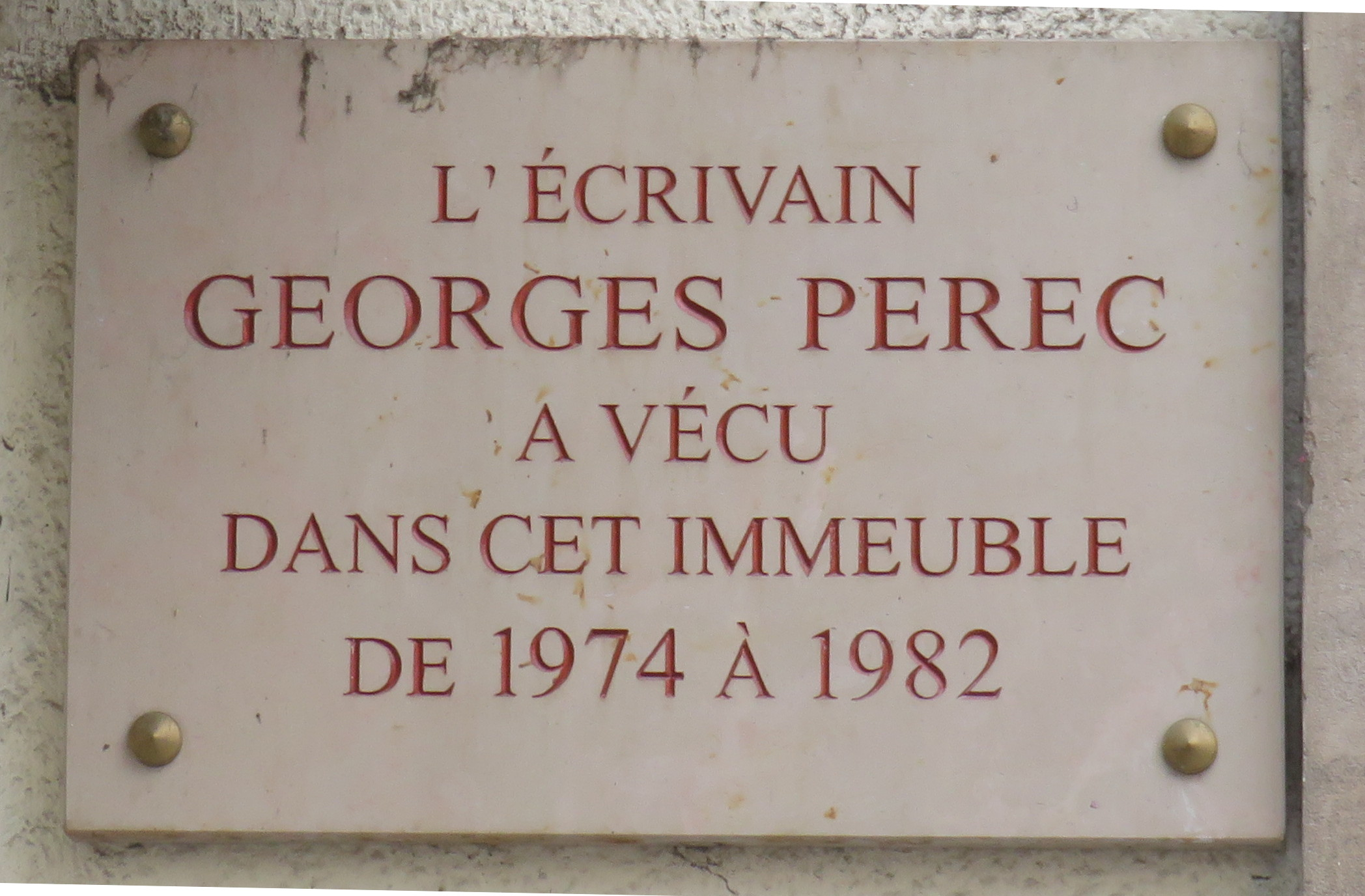
Plaque 13 rue Linné (Paris), où il vécut.

Perec devient en 1961 documentaliste en neurophysiologie au CNRS. Il est entièrement libre de ses horaires, à condition de boucler le travail qu'on lui demande. Après un incendie qui a détruit le labo, il est contraint d'aller travailler, à partir de 1976, à Gif-sur-Yvette. Il obtient de son nouvel éditeur, Paul-Otchakovsky-Laurens, d'être mensualisé, et peut quitter le CNRS en 1978.
En 1965 il remporte le Prix Renaudot pour son premier roman Les Choses. En mars 1967 Jacques Roubaud propose sa cooptation à l'Oulipo.
Après une liaison tourmentée avec Suzanne Lipinska, propriétaire du Moulin d'Andé, où il passe la majeure partie de l'année 1968, Georges Perec se sépare de Paulette en 1969, mais ils ne divorcent formellement qu'en 1980,.
De 1971 à 1975, Perec reprend une psychanalyse avec Jean-Bertrand Pontalis.
En 1978 il publie La Vie mode d'emploi et reçoit pour cette œuvre le prix Médicis.
Il vit les six dernières années de son existence, notamment du côté de Bressuire, avec la cinéaste Catherine Binet dont il produit le film Les Jeux de la comtesse Dolingen de Gratz.
Georges Perec meurt le 3 mars 1982, à 45 ans, d'un cancer du poumon à l’hôpital Charles-Foix d’Ivry-sur-Seine. Ses cendres reposent au columbarium (Division 87, case 382) du cimetière du Père-Lachaise à Paris.

## Œuvres
Bernard Magné avoue ressentir un « pessimisme classificatoire » face à un écrivain dont l'ambition avouée était de remplir un tiroir de la Bibliothèque nationale, d'utiliser tous les mots de la langue française, d'écrire tout ce qu'il est possible à un homme d'aujourd'hui d'écrire, mais de ne jamais écrire deux livres semblables. « Programme tranquillement audacieux, plaisamment mégalomane, avec cette exigence continue de déplacement et de dépassement, avec cette avidité créatrice », commente Claude Burgelin.

### Premières œuvres
Aucune des premières œuvres de Perec n'est publiée de son vivant.
Son premier texte connu est une nouvelle de quatre pages intitulée Les Barques et dédiée à son ami Jacques Lederer. Tentative de pratique descriptive dans le style du nouveau roman, c'est un récit circulaire qui fige le détail des objets perçus et des itinéraires entrepris par le narrateur.
Manderre, autre nouvelle de jeunesse, datée de décembre 1956 et dédiée à son ami Zoran Petrović, peintre yougoslave, est un pastiche de Paludes, d'André Gide.
Les Errants, terminé en 1956, « raconte l'histoire de quatre jazzmen blancs américains qui partent au Guatemala pour se battre avec les insurgés » après le coup d'état orchestré par la CIA et la compagnie United Fruit. Son modèle d'écriture est Dos Passos.
« Pas très crédible et assez maladroitement ficelé », L'Attentat de Sarajevo est écrit en Yougoslavie lors de l'été 1957 et publié en 2016. Composé en partie double, comme devait l'être par la suite W, il subit l'influence d'Obaldia, dont la Fugue à Waterloo avait beaucoup impressionné Perec. Il croise deux récits, une histoire d'amour, et une description minutieuse de la préparation du meurtre de l'archiduc François-Ferdinand.
Dans Gaspard pas mort, le personnage principal est un enfant de Belleville qui rêve de devenir « le roi des faussaires, le prince des escrocs, l'Arsène Lupin du XXe siècle. » Le roman obéit à un plan très strict, avec quatre parties, seize chapitres, 64 sous-chapitres, 256 paragraphes. La première version de 350 pages est refusée par Le Seuil. Une nouvelle version est d'abord acceptée par Gallimard en mai 1959, puis finalement refusée en novembre 1960. Le manuscrit est aujourd'hui perdu.
Le Condottière, publié en 2012, raconte l'histoire de Gaspard Winckler, un « faussaire de génie » qui, n'ayant pas réussi à produire un faux tableau d'Antonello de Messine, tue Madera, son commanditaire. La première partie commence après le meurtre de Madera et décrit l'évasion de Winckler, avec des passages consacrés au meurtre et aux réflexions du héros sur la vie et sur l'art. La deuxième partie, contenant la confession de Winckler, est construite en chapitres alternant dialogues et monologues et inclut un essai sur Antonello de Messine. La troisième partie ne fournit ni solution ni conclusion, mais amène le lecteur au seuil de la nouvelle vie de Gaspard Winckler, qui peut soit devenir un vrai peintre, soit abandonner la peinture. Le livre est souvent encombré de moments de piétinement, mais s'allège et se concentre sur l'essentiel au fur et à mesure qu'il avance. « Il devient même, si on le lit comme le combat du jeune Perec contre ses chaînes, poignant. »

### Romans

#### Les Choses
Publié en 1965, couronné par le prix Renaudot, Les Choses, une histoire des années soixante met en scène Jérôme et Sylvie, qui gagnent leur vie en faisant des enquêtes d’opinion. Mais cette vie étriquée ne les satisfait pas. Pris dans le tourbillon des objets, meubles, vêtements, bijoux, ils n’ont qu’un rêve : avoir assez d’argent pour se les offrir. Non pas devenir riches, mais être riches, et garder ainsi ce qu’ils croient être leur liberté. Cette obsession devient leur vie et la résume. Ils tentent de la fuir en se faisant enseignants en Tunisie, mais n’y trouvent que le vide. À leur retour, ils acceptent de n’obtenir que des miettes, en se faisant salariés.

« J'ai tenté de faire une sorte de description de ce qu'on a appelé « la société de consommation ». C'était donc ma propre expérience à laquelle je donnais, simplement, un caractère général. Ma démarche n'était pas celle d'un sociologue parce qu'elle allait vers une description de la société dans laquelle je baignais. C'était une sorte d'étude du monde qui m'environnait. »

Le roman est construit en référence à L'Éducation sentimentale de Flaubert : reprises de scènes, — vente aux enchères, voyage en bateau —, reprise de phrases sans guillemets, rythme ternaire. Le romanesque provient moins des péripéties que vivent les personnages que d'une oscillation entre ironie et connivence.
Jean Duvignaud considère que l'immense succès des Choses tient à cet état de prédisposition dans lequel s'est reconnu toute une génération. « Les Choses cristallisent une expérience – l'incoercible difficulté d'exister dans les années 60. Sans doute, pour y parvenir fallait-il ce style simple, ces phrases courtes, ce refus de céder à la rhétorique ou même à l'émotion – et pour tout dire cet éloignement de soi. »

#### Quel petit vélo à guidon chromé au fond de la cour?
Dans Quel petit vélo à guidon chromé au fond de la cour ?, publié en 1966, un groupe de copains tente d'élaborer différents stratagèmes pour permettre à « Kara quelque chose »— qui porte 72 noms différents — de se faire réformer et ainsi d'éviter la Guerre d'Algérie.
L'écriture semble gratuite, purement ludique, dans un texte saturé de jeux de mots et de fleurs de rhétorique, torturé, trituré, déformé, crucifié. Perec commet deux infractions majeures aux règles habituelles du roman d'aventures : la non-clôture de la dernière séquence narrative, et la disparition finale du personnage central du récit. Il donne aussi un avant-goût des mécanismes ludiques qu'il exploitera dans le reste de son œuvre. Car « c'est au bout du compte un livre très roué derrière le festival de facilités qui s'y exhibe. Perec met là au point une stratégie qui réapparaîtra : semblant raconter une histoire, il en propose, ce faisant, une autre ou une tout autre manière de la lire. »

#### Un homme qui dort
Dans Un homme qui dort, publié en 1967, Perec tutoie son personnage, un étudiant qui se renferme sur lui-même, dans sa chambre. Tout y est gris, sauf une « bassine de matière plastique rose », dont la couleur tranche avec le reste du roman. Le narrateur décrit les errements d'une « personne qui souffre » tout en éliminant les indices d'une éventuelle identification personnage-auteur.

« Les Choses, c'est tout ce que l'on peut dire à propos de la fascination qu'exercent les objets. Un homme qui dort, c'est tout ce que l'on peut dire à propos de l'indifférence. »

La prouesse de Perec est de transformer en roman ce qui est le contraire même du romanesque : une grève de la vie sociale
Perec adapte son roman au cinéma dans une réalisation de Bernard Queysanne, avec Jacques Spiesser dans le premier rôle, et la voix-off de Ludmila Mikaël. Le film remporte le Prix Jean-Vigo 1974.

#### La Disparition
Paru en 1969, deux ans après l'entrée de Perec à l'Oulipo, La Disparition est un roman en lipogramme qui, sur près de trois cents pages, ne comporte pas une seule fois la lettre e, pourtant la plus utilisée dans la langue française. Partant de sa propre contrainte, le roman décrit les événements tragiques qui suivent la disparition d'Anton Voyl (Antoine Voyelle). Les personnages se heurtent sans cesse aux limitations provenant du symbole manquant, et finissent par mourir dès qu'ils s'approchent trop de la vérité.
L'absence du e, loin d'être un obstacle à l'invention romanesque, en démultiplie les pouvoirs : c'est grâce au lipogramme et non malgré lui, que le « scriptor, qui n'avait pas un carat d'imagination » se montre « aussi imaginatif qu'un Ponson » et que la contrainte devient « un filon fort productif, stimulant au plus haut point l'innovation. »
Maurice Corcos considère La Disparition comme un texte musical : « Relire à voix haute le texte, l'on entend ce que l'on avait seulement perçu : qu'il aura suffi d'endeuiller la langue par l'amputation d'un e pour atteindre à la vocalité d'un chant. Le langage atteint une autre dimension car il devient incantation. »
Le critique met des années à s'apercevoir que derrière ces jeux de massacre autour de la lettre interdite se dessine une fable autour du génocide des juifs. Tous les personnages sont marqués d'un signe fatal et meurent au moment de découvrir ce qu'il en est de leur origine.

#### Les Revenentes
Contrepoint de La Disparition, le texte des Revenentes n'emploie que la voyelle e pour mettre en scène le dérèglement des sens et l'entremêlement des sexes près de l’évêché d'Exeter.
Le texte ne fonctionne pas comme d'autres monovocalismes de Perec, par exemple What a man, où la syntaxe est strictement respectée. Perec joue la contradiction ouverte, en multipliant les écarts par rapport à la langue, pour voir jusqu'où le fonctionnement textuel peut aller dans sa remise en cause du linguistique sans que soit compromise la relation pragmatique avec le lecteur. Peu à peu les règles du texte l'emportent sur celles de langue, autorisant des graphies de plus en plus fantaisistes. C'est ainsi une tentative limite dans l'écriture du roman lipogrammatique.

#### La Vie mode d'emploi
Les 99 chapitres de La Vie mode d'emploi, sous titrée Romans, décrivent les pièces en façade d'un immeuble parisien (décoration, meubles, objets, œuvres picturales) et les personnages s'y trouvant le 23 juin 1975 peu avant 20 heures. Dans la plupart des chapitres sont insérées les histoires des occupants, actuels ou passés, et de personnages qui leur sont liés. Le lecteur découvre alors « une longue cohorte de personnages, avec leur histoire, leur passé, leurs légendes », comédie humaine où les destins entrecroisés se répondent, à l'image de la curieuse création de l'ébéniste Grifalconi, « fantastique arborescence, réseau impalpable de galeries pulvérulentes. »
La construction du roman répond à de multiples contraintes : le problème du cavalier détermine l'ordre des chapitres ; un bi-carré latin gouverne la distribution des 42 éléments obligatoires pour chaque chapitre ; une quenine régit la répartition des citations et des allusions littéraires et picturales.
Perec n'invente pas les contraintes principales de La Vie mode d'emploi, il les puise hors de l'héritage littéraire traditionnel. Mais il leur donne une place particulière dans l'écriture de son roman : combinées au sein d'un système complexe, elles ne produisent pas directement le texte — comme c'était le cas dans La Disparition — mais construisent un échafaudage, discret et dissimulé, que viennent ensuite remplir histoire et personnages.
Le lecteur découvre une multiplicité de récits alternés, un kaléidoscope narratif qui nécessite sa coopération interprétative. Il doit glaner dans le texte des informations supplémentaires pour organiser des séquences cohérentes, lui donner sens, l'ordonner, reconstituer les histoires et faire son propre texte. Mais comme le fait remarquer Jacques Roubaud, le roman peut être lu à la fois savamment et innocemment, sans préalable, à la vitesse du lecteur, qui ne saurait être celle du critique ou du chercheur. « Notre rire vient à la fois du plaisir et d'un grand étonnement. Nous admirons cette profusion mais nous nous interrogeons : nous mène-t-il en bateau ? Ces gens-là ont-ils réellement existé ? Le livre de Perec nous oblige continuellement à mettre en question notre sentiment de ce qui est probable et de ce qui, tout en étant sans doute réel, devient improbable. »
Le roman obtient le Prix Médicis 1978. « Entrez dans cet immeuble et vous ferez le tour du monde en six cent deux pages et quatre-vingt-dix-neuf chapitres plus un épilogue. Un vertige majuscule. Quand on en sort, on se sent léger comme une montgolfière. »

#### Un cabinet d'amateur
Un cabinet d'amateur, histoire d'un tableau, est moins l'histoire du tableau évoqué en sous-titre que l'histoire d'une mystification dont ce tableau est la pièce maîtresse. Celui-ci représente Hermann Raffke, riche collectionneur de peinture, assis devant les tableaux qu'il préfère. Mis en vente après la mort de leur propriétaire, tous les tableaux reproduits que personne, avant la vente, n'avait pu voir autrement que sous la forme de leur reproduction en abyme, atteignent des prix astronomiques. Quelques années plus tard, le neveu de Raffke informe les acheteurs que les tableaux sont faux et qu'il en est l'auteur.
Construction à tiroirs gigognes, à double ou multiples fonds, où l'espace et la perspective prennent le pas sur le déroulement linéaire de la temporalité romanesque, l'ouvrage peut être considéré comme un trompe-l’œil textuel. Ce n'est plus le modèle qui est garant de la fidélité de la toile, mais la toile qui atteste la réalité du modèle.

#### Le Voyage d'hiver
Dans la nouvelle Le Voyage d'hiver, un professeur de Lettres, Vincent Degraël découvre par hasard un livre intitulé Le Voyage d'hiver, écrit par un certain Hugo Vernier. C'est « une prodigieuse compilation des poètes de la fin du XIXe siècle, un centon démesuré, une mosaïque dont chaque pièce était l’œuvre d'un autre. » L'ouvrage ayant été publié en 1864, Degraël en déduit que les Verlaine, Rimbaud, Mallarmé et autres Baudelaire ne sont que des plagiaires de Vernier. Pour en apporter la preuve, son exemplaire ayant été perdu pendant la deuxième guerre mondiale, il en cherche un autre pendant 30 ans mais, incapable de le trouver, meurt dans un hôpital psychiatrique.
Cette nouvelle « ramasse en quelques pages l’œuvre de Perec : le plaisir des enquêtes se mêle au désir de savoir ; la fascination du romanesque va de pair avec l'anatomie de la lecture ; et l'ombre de la seconde guerre mondiale continue de battre en brèche l'ambition de totalité à force de lacunes et de pertes. »

#### «53 jours»
Inachevé, « 53 jours » est publié à titre posthume en 1989. Le titre ferait référence à La Chartreuse de Parme, roman de Stendhal écrit en cinquante-trois jours. Le héros, l'écrivain Robert Serval, a laissé un manuscrit inachevé nommé La Crypte, roman policier en deux parties dont la seconde détruit méticuleusement tout ce que la première s’est efforcée d’établir.

### Textes autobiographiques
« Écrire : essayer méticuleusement de retenir quelque chose, de faire survivre quelque chose : arracher quelques bribes précises au vide qui se creuse, laisser, quelque part, un sillon, une trace, une marque ou quelques signes. »

#### La Boutique obscure
Parue en 1973, La Boutique obscure est la transcription de 124 rêves, suivis d'un index de 17 pages intitulé « repères et repaires ». Perec les publie « pour embêter son psychanalyste. Plus tard, il déclare avoir « fini par admettre que ces rêves n'avaient pas été vécus pour être rêves, mais rêvés pour être textes. »
Jean Duvignaud s'interroge : « Est-ce un recueil de rêves ? l'écriture à propos de rêves ? Où commence le fantasme ? où finit la fabulation ? Sérieusement, nul ne peut le dire. Ce constat révèle moins l'inconscient qu'il ne nous place en tête à tête avec le jeu de l'imaginaire. »

#### W ou le Souvenir d'enfance
Paru en 1975, W ou le souvenir d'enfance est un récit croisé, alternant une fiction et un récit autobiographique, qui se distinguent par leur typographie. La fiction évoque d'abord la disparition d'un enfant nommé Gaspard Winckler et l'utilisation de son nom par un déserteur, puis décrit l'organisation sociale en vigueur dans une île imaginaire de la Terre de Feu nommée W, entièrement vouée au sport mais dont on s'aperçoit au fil du texte qu'elle se fonde sur la cruauté, la discrimination et l'arbitraire, dystopie évoquant les camps de la mort.
Dans la partie autobiographique, un narrateur hypercritique traque l'erreur, l'inexactitude, l'affabulation, dépiaute les souvenirs de tous leurs oripeaux, leur fait passer des interrogatoires sévères, leur braque dans les yeux les projecteurs de la vérité.
Claude Burgelin distingue quatre récits : l'enfance (dite longtemps « sans souvenirs ») d'avant la séparation avec la mère ; l'enfance d'après cette séparation, avec l'inégal bourgeonnement des souvenirs, comme s'il y avait là deux enfances disjointes ; l'histoire de Gaspard Winckler, abruptement coupée, elle aussi ; l'histoire de l'île de W.
La principale particularité de cette autobiographie est l'entrecroisement des souvenirs d'enfance et du récit fictionnel. Leur frontière est bien moins claire qu'on ne l'aurait cru au départ. Perec met en place les éléments forts de son histoire et de sa fantasmatique sous forme de dérives et d'échouages ou bien de morceaux et de fragments, tenus par le fil de l'écriture. Il se trouve ainsi les points d'attache et de suspension qui l'empêchent de tomber dans le vide.

« « Je n'ai pas de souvenirs d'enfance » : je posais cette affirmation avec assurance, avec presque une sorte de défit. L'on n'avait pas à m'interroger sur cette question. Elle n'était pas inscrite à mon programme. J'en étais dispensé : une autre histoire, la Grande, l'Histoire avec sa grande hache, avait déjà répondu à ma place : la guerre, les camps. »

« Lire W est une vraie torture. C'est une autobiographie psychanalytique, un montage de symptômes auquel le lecteur doit collaborer pour accéder à l'insupportable, à cette vérité qui n'est pas dite et qu'il doit prendre en charge. »
19 épisodes de la partie fictionnelle paraissent d'abord dans La Quinzaine Littéraire d'octobre 1969 à août 1970, puis s'interrompent brutalement. Il faut attendre cinq ans pour que soit rédigée la partie autobiographique et que les deux parties soient liées,.

#### Je me souviens
Ce recueil publié en 1978, qui se situe « au degré zéro de la nostalgie », rassemble 480 bribes de « souvenirs communs et inessentiels » mêlant cinéma, objets quotidiens, actualités, souvenirs de famille, slogans publicitaires, littérature ou sport, situés entre 1946 et 1961. L'idée en est venue à Perec en lisant I remember de Joe Brainard.
Oscillation entre l'autobiographie discrète et la part d'unanimisme que sous-tend la mémoire collective, Je me souviens est un déclencheur de la subtile machine à se souvenir, d'une jouissance de la mémoire.
Jean-Denis Bertharion considère l'ouvrage comme un « cryptogramme autobiographique » mêlant des souvenirs personnels et uniques à des souvenirs généraux, parfois moins innocents qu'ils en ont l'air, mais munis d'un système de protection efficace, empêchant lamentation et pathos. Les entrées caractérisées par un marquage autobiographique très fort sont comme dissimulées dans la masse des souvenirs communs en apparence banals.

#### Récits d'Ellis Island
Film avec Robert Bober puis livre, les Récits d'Ellis Island sont le témoignage d'une recherche commune sur cette île où passèrent plus de 10 millions de candidats à l'immigration aux États-Unis.

« C'est pour moi le lieu même de l'exil, c'est-à-dire le lieu de l'absence de lieu, le lieu de la dispersion. En ce sens il me concerne, me fascine, m'implique, me questionne, comme si la recherche de mon identité passait par l'appropriation de ce lieu dépotoir où des fonctionnaires harassés baptisaient des Américains à la pelle, comme s'il était inscrit quelque part dans une histoire qui aurait pu être la mienne, comme s'il faisait partie d'une autobiographie probable, d'une mémoire potentielle. »

Robert Bober filme sur place, en présence de Georges Perec qui réclame parfois quelques plans et qui compose son texte au regard d'un montage image presque finalisé. Ce texte est relativement hétérogène : la première section, prosaïque, est consacrée à l'histoire d'Ellis Island ; la deuxième, versifiée, décrit le chemin emprunté par les émigrants, puis le lieu  lui-même ; la troisième partie est occupée par une réflexion sur la judéité.
Ce ne sont en rien des repères, des racines ou des

traces

mais le contraire : quelque chose d'informe, à la

limite du dicible,

quelque chose que je peux nommer clôture ou scission,

ou coupure,

et qui est peut-être pour moi très intimement et très confusément

lié au fait même d'être juif.
Le dialogue avec les images pousse Perec à débrider un peu son écriture et à assumer une vision plus personnelle, à moins se retrancher derrière la neutralité descriptive qui caractérise la plupart de ses autres textes concernant les lieux, à se laisser aller à une forme de lyrisme contenu et à mettre en scène la recherche d'un questionnement.

#### L'Arbre
Commencé en 1967 par de longs entretiens avec sa tante Esther, L’Arbre devait être « la description la plus précise possible de l'arbre généalogique de mes familles paternelle, maternelle et adoptive, récit non linéaire difficile à lire à la suite, mais au travers duquel il sera possible de retrouver (en s'aidant d'un index, qui sera non un supplément mais une véritable et même essentielle partie du livre) plusieurs histoires se recoupant sans cesse. »  Recentré en 1976 sur la famille paternelle, le texte est brutalement abandonné et n'est jamais repris, même s'il est toujours présent dans les projets que Perec détaille en 1980. Selon Régine Robin, cet abandon s'explique par le transfert de nombreux éléments dans W ou le souvenir d'enfance, par la reprise de la structure avec index dans La Vie mode d'emploi, et par la fin — fructueuse, semble-t-il — de la psychanalyse avec J.B. Pontalis et une certaine mise à distance de la famille.

#### Lieux
Lieux est un projet mi-ethnographique, mi-autobiographique consistant à décrire, pendant douze ans, et suivant des algorithmes particuliers, douze lieux parisiens de manière à disposer de 288 textes conservés dans des enveloppes, que Perec n'ouvrirait qu'à la fin du projet. Celui-ci est abandonné en 1975.

« J'ai choisi 12 lieux dans Paris, ou bien dans lesquels j'ai vécu, ou bien auxquels me rattachaient des souvenirs particuliers. J'ai entrepris de faire, chaque mois, la description de deux de ces lieux. L'une des descriptions se fait sur le lieu même, l'autre dans un endroit différent : je m'efforce alors de décrire le lieu de mémoire. Lorsque ces descriptions sont terminées, je les glisse dans une enveloppe que je scelle. »

Si Perec tente de renouer avec le degré zéro de la description, en deçà du règne de l'image, du récit et du spectacle, « ces descriptions harassantes témoignent d'un effort permanent de tenter de relier entre eux des lieux morcelés, comme dans les listes il tente de relier des objets hétérogènes. En décrivant méticuleusement des lieux voués à disparaître, lui pour qui n'existe que le passé dans le présent, il donne à voir au lecteur, sans éblouir ses yeux de trop de spectaculaire, au risque de les rendre aveugles. »

### Textes sociologiques

#### Infra-ordinaire
À côté du Perec romancier ou du Perec oulipien apparaît un Perec essayiste et un Perec chercheur en sciences humaines. Mais il se glisse à travers les catégories pour les détourner ou les penser avec d'autres mots. Passant outre aux définitions ou aux projets de ces disciplines, il les aborde par l'expérience concrète, par le lexique du quotidien, les interrogations comme enfantines, par la singularité comme inapparente de sa mise en mots, la simplicité de ses inventaires et de ses classements. Ce faisant, il lance entre les sciences humaines et la littérature toutes sortes de passerelles.

« Ce qui se passe chaque jour et revient chaque jour, le banal, le quotidien, l'évident, le commun, l'ordinaire, l'infra-ordinaire, le bruit de fond, l'habituel, comment en rendre compte, comment l'interroger, comment le décrire ?. »

Perec fournit la réponse :

« Décrivez votre rue. Décrivez-en une autre. Comparez. Faites l'inventaire de vos poches, de votre sac. Interrogez-vous sur la provenance, l'usage et le devenir de chacun des objets que vous en retirez. Questionnez vos petites cuillers. »

Pour Maxime Decout, cet infra-ordinaire est une zone liminaire imperceptible, précieuse et fragile, qui apparaît comme extra-sensible parce que cachée, oubliée, négligée. Il est toujours surprenant et par conséquent extra-ordinaire, c'est-à-dire hors de ou au-delà de nos habitudes ordinaires.
Selon Maryline Heck, le geste primitif et essentiel de l'infra-ordinaire, cette proposition de regarder autrement, de prêter attention au minuscule, au «bruit de fond » de nos existences, s'élabore contre un autre regard, celui que la société, les médias construisent pour nous. Perec formulerait ainsi un programme d'éducation du regard à contre-courant de nos routines mentales et de ce que peuvent exiger les sociétés occidentales (rapidité, efficacité) ou la littérature (originalité, hauteur de vue ou de style).

#### Espaces
Espèces d'espaces, publié en 1974, se présente comme « le journal d’un usager de l’espace », défini comme « ce qui arrête le regard, ce sur quoi la vue butte. »
Par emboîtements successifs, à la manière de poupées russes, Perec décrit d’abord la page sur laquelle il écrit, puis le lit, la chambre, l’appartement, l’immeuble, la rue, le quartier, la ville, la campagne, le pays, l’Europe, le monde, l’ESPACE, avant de tenter de définir l’inhabitable, puis de revenir brutalement à la page – et à l’écriture.
L'ouvrage incite à une prise de pouvoir ludique, à une réévaluation à contre-courant du milieu vécu au terme desquelles les espaces « conçus » pour telle ou telle fonction pourront être « habités ». Car seul notre étonnement face au monde peut sortir le quotidien de notre état d'indifférenciation et restituer sa parole.

« L'espace fond comme le sable coule entre les doigts. Le temps l'emporte et ne laisse que des lambeaux informes. Écrire : essayer méticuleusement de retenir quelque chose, de faire survivre quelque chose. »

Dès le premier chapitre s'inaugure un vertige, celui d'une autoréflexivité sans fin qui, contenue dans l'acte graphique même, dans la trace du stylet sur la page, se met instantanément à déborder l'écriture. Un vertige qui ne se fixe qu'à peine, qui, surgi de l'écriture comme il peut surgir de l'espace, semble ne plus devoir finir.
Perec poursuit sa réflexion dans d'autres textes, comme De quelques emplois du verbe habiter ou De la difficulté qu'il y a à imaginer une Cité idéale.

### Jeux
Perec ne cesse de rappeler qu'écrire est un jeu qui se joue à deux, avec le lecteur. Écrire est pour lui une manière d'inventer des jeux.

#### Jeux avec la langue
P.A.L.F. (Production Automatisée de Littérature Française), également nommée L.S.D. (Littérature Semi Définitionnelle) est un travail mené de 1967 à 1973 par Georges Perec et Marcel Bénabou, à l'origine de leur cooptation à l'Oulipo. Il s'agit de prouver que le langage tourne en rond et fonctionne en circuit clos. Le sens des mots, tel qu'il figure dans les dictionnaires, est chose tellement incertaine qu'un énoncé donné peut être transformé en n'importe quel autre au terme d'une succession donnée d'équivalences. Ainsi chaque mot de chaque phrase est remplacé par une des définitions qu'en donne le dictionnaire Littré. La multiplication des mots porteurs de sens produit un effet de surcharge, de saturation puis de rupture : la syntaxe de la phrase initiale s'effondre et disparaît. Pour cela, les définitions sont choisies dans le champ sémantique le plus éloigné possible du champ initial.
Soit la phrase :

La marquise sortit à cinq heures

au mot marquise, nous trouvons : «Toit avancé soutenu par des piliers »

au mot sortir : « Être mis en vedette »

au mot « cinq heures » : « Heure du thé »

ce qui nous donne :

Le toit avancé soutenu par des piliers fut mis en vedette à l'heure du thé.

Puis :

La couche supérieure qui touche à son terme sans familiarité avec les fourches patibulaires est la sentinelle exacte qui croit à la Chine

(etc.)

Organigramme de L'Augmentation

En 1967-1968, l'Oulipo travaille sur la littérature en arbre, la littérature combinatoire qui fait appel aux parcours dans un graphe. Les résultats peuvent être totalement différents : dans Un conte à votre façon Queneau laisse au lecteur l'initiative du parcours, alors que dans L'Art et la manière d'aborder son chef de service pour lui demander une augmentation Perec met bout à bout tous les parcours possibles, visant ainsi l'exhaustivité.
De la même manière, quand Queneau, dans les Cent mille milliards de poèmes, ne donne à lire que les 10 sonnets de base, Perec, dans ses 81 fiches-cuisine à l'usage des débutants et ses Deux cent quarante-trois cartes postales en couleurs véritables, utilise l'épuisement et donne toutes les recettes ou cartes postales qui peuvent être produites par chacune des structures combinatoires. Cependant, l'application de cette combinatoire n'est pas purement mécanique : le classement des structures de base ne répond pas à l'ordre logique, les éléments de liste dépendent d'un algorithme particulier, les phrases subissent des opérations de condensation, de déplacement, d'ellipse ou de variations, dans une stratégie de dissimulation et de masquage. Le résultat est « au mieux un fou rire nerveux de moins en moins contrôlable, au pire un sentiment irrépressible d'exaspération croissante. »
What a man est un monovocalisme en A qui, sous la drôlerie potache, est particulièrement riche de sens et foisonne de références innombrables :

« Smart à falzar d'alpaga nacarat, frac à rabats, brassard à la Franz Hals, chapka d'astrakhan à glands à la Cranach, bas blancs, gants blancs, grand crachat d'apparat à strass, raglan afghan à falbalas, Andras MacAdam, mâchant d'agaçants partagás, ayant à dada l'art d'Alan Ladd, cavala dans la pampa. »

Perec compose également un palindrome de 1 247 mots et 5 566 lettres, et ce qu'il nomme des variations : Quinze variations discrètes sur un poème connu (Gaspard Hauser de Verlaine) ou 35 Variations sur un thème de Marcel Proust, à partir de la première phrase d'À la recherche du temps perdu, « Longtemps, je me suis couché de bonne heure » :
Longtemps je me suis couché de bonne heure

Durant un grand laps l'on m'alita tôt

Parfois, je ne m'étendai pas trop tard

Comme il faisait une chaleur de 33°, je me suis couché tôt.

#### Pastiches
Perec pastiche tout : titres de romans policiers, discours psychanalytique, critique littéraire et biographique. Il se pastiche lui-même : La Disparition commence comme une traduction sans e d'Un homme qui dort.
Deux textes pastichent la littérature scientifique. Cantatrix sopranica L., rédigé en anglais, étudie l'effet d'un lancer de tomate bien mûre sur les performances musicales d'une chanteuse d'opéra. Le texte adopte le fonctionnement mental de médecins à ce point fascinés par la science qu'ils n'hésitent pas à entreprendre des expériences biologiques sur des êtres humains chosifiés dont la vie est de peu de poids. Distribution spatio-temporelle de Coscinoscera Victoria, Coscinoscera tigrata carpenteri, Coscinoscera punctata Barton & Coscinoscera nigrostriata d'Iputupi décrit les conditions d'une double hybridation d'espèces voisines de papillons sur une île du Pacifique. Les deux textes ne sont pas similaires : lisibilité maximale et pastiche explicite pour Cantatrix, lisibilité minimale et pastiche implicite pour Distribution... Mais cette déconstruction d'univers référentiels s'accompagne d'une soigneuse construction textuelle, avec des matériaux puisés aux sources les plus diverses, et un inextricable mélange de vrai et de faux.
Pour Maxime Decout, « Pasticher, c'est se donner une origine, se faire un corps de mots, fussent-ils ceux des autres. Multiplier les pastiches, c'est autant accepter des pères que refuser de venir après, de n'être que second. »

#### Jeux pour le lecteur

##### Jeu de Go
Après la parution de La Disparition, Georges Perec écrit avec Jacques Roubaud et Pierre Lusson un traité sur le jeu de go, qu'il pratique notamment au moulin d'Andé. Il est l'un des premiers joueurs de go français, bien que son niveau soit toujours resté faible.

« Pourquoi jouer ? [...] Sans doute, aussi, parce que l'enchevêtrement des pierres blanches et des pierres noires dessine des lignes, des réseaux, des zones agréables à regarder ;

Sans doute, enfin, parce qu'il s'agit d'un chemin infini.

Il n'existe qu'une seule activité à laquelle se puisse raisonnablement comparer le Go.

On aura compris que c'est l'écriture. »

##### Mots croisés
Entre 1978 et 1981 paraissent dans Le Point plus de 200 grilles de mots croisés. Perec y pratique une stratégie de l'évidence voilée, une distance entre l'énigme et sa solution. L'écart, ou le décalage, se fait jour au sein même des définitions, entre les diverses acceptions des termes qu'elle contient. L'évidence cachée fait du libellé une cachette suggestivement évidente, mystifiante et initiatique. Ainsi « Doit être rouge pour pouvoir être bleue » pour Viande. Sont dissimulés des apocopes, des aphérèses, des syncopes, dans un seul but : amener à voir autrement.
En 1980-1981 Télérama publie des Perec/rinations : outre 20 grilles de mots croisés portant chacune sur un des arrondissements de Paris, sont proposées des recherches d'itinéraires (Quel est le plus court trajet que l'on peut parcourir en empruntant le maximum de rues ? Comment composer dans le XIIIe arrondissement un itinéraire empruntant 24 rues différentes dont le nom commence par A, B ou C ?)
De 1980 à 1982, Perec compose avec Jacques Bens des jeux pour Ça m'intéresse et Jeune Afrique. Il les classe lui-même en huit catégories : mots croisés sans noirs ou carrés, proverbe caché, rébus, message codé, logique classique ou calcul, séries à intrus, vrai ou faux, acrostiches, anagrammes ou jeux de lettres. L'inspiration est oulipienne (trouver des titres de films incluant les quinze premiers nombres) ou purement perecquienne : dissimuler un message codé dans une série de six mots de six lettres présentés en carré est une version grandement simplifiée du Compendium de La Vie mode d'emploi.

### Poésie
Georges Perec publie entre 1974 et 1976 trois recueils de poésie : Ulcérations, La Clôture, Alphabets.
Il s'agit de poèmes hétérogrammatiques, l'Oulipo définissant un hétérogramme comme « un énoncé qui ne répète aucune de ses lettres. En poésie, chaque vers est l'anagramme d'un hétérogramme souche. »
Tous ces poèmes sont construits à partir des 10 lettres les plus fréquentes de l'alphabet (E, S, A, R, T, I, N, U, L, O)
- Ulcérations comporte 11 poèmes sans lettre supplémentaire ni joker

- Dans Alphabets, chaque poème est composé à partir des mêmes 10 lettres, plus une (et une seule) des 16 lettres restantes (B, C, D, etc.), avec parfois des contraintes supplémentaires (acrostiches, rimes). Le recueil comporte 176 poèmes de 11 vers chacun (11 poèmes en B, 11 poèmes en C, etc.) Pour Perec, « des poèmes comme ceux d'Alphabets constituent une sorte d'accès direct à l'inconscient, beaucoup plus que toute écriture automatique, beaucoup plus que toute recherche qui partirait, disons du signifié[134]. »

- Dans La Clôture[135], les 17 poèmes sont construits avec ces mêmes 10 lettres, plus une lettre joker pour chaque ligne du poème. Perec ne publie que les traductions en prose, en excluant les grilles de composition[136].

Cette priorité donnée au texte sur la langue — avec modification de l'orthographe si nécessaire — , cette opacité lexicale, cette relative obscurité, cette approche difficile, rend la lisibilité seulement potentielle, générant chez le lecteur « cette indulgence un peu distante qu'on accorde aux prouesses réussies mais gratuites. »
Perec a également utilisé la contrainte du prisonnier qui, ayant peu de papier, se prive des lettres à jambage :
ouvre ces serrures caverneuses

avance vers ces œuvres rares

une encre ocre creuse son cerne

sous sa morsure azur – aucun

ressac ne navre encore ces aurores.
- L'Éternité est une commande d'Emmanuel Hocquard de 1979. Perec met deux ans à l'écrire[u], avouant qu'il n'avait jamais autant peiné, car la contrainte est justement qu'il n'y ait pas de contrainte. Le texte fait 28 lignes, flottant sur cinq grandes pages. « C'est un poème sur une langue sans conditions, un tableau que rien n'organise, un paysage appréhendé avant le regard. Le panorama décrit est tout intérieur : « Il n'y a plus de déchirure/ni dans l'espace, ni dans moi. » Minimal et apaisé, le poème paraît très loin des proliférations oulipiennes et esquisse des potentialités de livres conceptuels et obscurs, des échos fantômes d'une langue sourde, intime et caverneuse[140] ».

Venue de l'imperceptible

convexité de l’œil

ce par quoi on sait que la terre est ronde

l'éternité est circulaire

mais plate.

### Théâtre
Le volume Théâtre I, paru en 1981 comprend deux pièces :
- L'Augmentation est créée le 26 février 1970 au Théâtre de la Gaîté Montparnasse par Marcel Cuvelier et n'a que 25 représentations[141]. Il n'y a aucun décor, six personnages plus un : La proposition ; l'alternative ; l'hypothèse positive ; l'hypothèse négative ; le choix ; la conclusion ; et en voix-off deux interventions de La Rougeole[142]. La pièce est à nouveau mise en scène en 2005 par Jacques Nichet[143].
- La Poche Parmentier est créée en 1974 à Nice par Robert Condamain[144]. Il s'agit d'une « ode aux tubercules » dans laquelle cinq personnes, enfermées depuis longtemps, consacrent leurs journées à peler et à parler de pommes de terre. Pourquoi sont-ils là ? Ils voudraient s'en souvenir. « Multipliant avec un plaisir manifeste les chausse-trappes, la pièce présente le réel comme le lieu du discontinu où tout ce que révèle le langage se dessine dans un horizon lacunaire. Les personnages tentent d'habiter ce vide que représente leur vie[145]. »

### Autres textes
Perec traduit deux ouvrages de son ami Harry Mathews, Les Verts Champs de moutarde de l'Afghanistan (Tlooth) et Le Naufrage du stade Odradek (The Sinking of the Odradek Stadium). Ces traductions sont effectuées en « grande collaboration » avec l'auteur.
L'Histoire universelle devait être une vaste fresque faisant intervenir alternativement quatre récitants, chacun avec sa manière propre d'envisager les événements du passé. Le but était de brouiller le temps historique, en remplaçant l'ordre chronologique par des recours à l'ordre alphabétique et à l'ordre numérique.
Dans le Roman du XIXe siècle, Perec voulait construire un récit cohérent en intégrant, dans l'ordre où ils sont présentés, les fragments romanesques figurant dans le Lagarde et Michard. Également en projet, un roman de science-fiction dans lequel travail et argent seraient remplacés par les lettres de l'alphabet : la vie serait une interminable partie de scrabble.
Après sa mort est publiée une partie de sa correspondance. En France celle avec son ami Jacques Lederer, en Allemagne celle avec son traducteur Eugen Helmlé. Ses Entretiens et conférences sont réunis en plusieurs volumes,.

### Radio
Le Hörspiel est une forme radiophonique spécifiquement allemande. Ni dramatique radio au sens théâtral du terme, ni pièce musicale, c'est une forme hybride de jeu pour l'oreille (hören = entendre ; spiel = jeu), mélangeant voix, musique et sons dans une écriture d'emblée prévue pour la radio. Perec en conçoit plusieurs.

« L’art du Hörspiel est pratiquement inconnu en France. Je le découvris au moment où s’imposa pour moi le besoin de nouvelles techniques et de nouveaux cadres d’écriture. Très vite je m’aperçus qu’une partie de mes préoccupations formelles, de mes interrogations sur la valeur, le pouvoir, les fonctions de l’écriture pouvaient y trouver des réponses, des solutions que je ne parvenais pas encore à trouver dans le cadre de mes recherches purement romanesques. L’espace privilégié du Hörspiel – l’échange des voix, le temps mesuré, le déroulement logique d’une situation élémentaire, la réalité de cette relation fragile et vitale que le langage peut entretenir avec la parole sont ainsi devenus pour moi des axes primordiaux de mon travail d’écrivain. »

Dans Die Maschine, écrit avec Eugen Helmlé, et diffusé par la Saarländischer Rundfunk en novembre 1968, une machine, représentée par cinq voix (celle du "speaker", celle, féminine, du "contrôle", et trois voix représentant trois répertoires textuels), décortique et manipule le célèbre poème de Goethe, Über allen Gipfeln ist Ruh. Cette déconstruction s'appuie sur cinq protocoles. Le premier est statistique  et manipule le nombre de lettres, les rimes, les syllabes. Le second est linguistique et s'attaque à la structure du poème pour le réorganiser, en changer la forme en inversant les mots ou en réarrangeant les rimes. Le troisième est sémantique et modifie le sens du poème par différentes opérations comme l'isovocalisme. Le quatrième est critique et met le poème en relation avec d'autres éléments concernant son auteur. Le dernier est poétique et par une explosion des citations insère le poème dans un corpus d’œuvres de la littérature mondiale traitant plus ou moins du même sujet. Par bugs volontaires et clinamens, le traitement est de plus en plus tourné vers l'auto-dérision. L’œuvre, diffusée régulièrement sur les radios allemandes, a beaucoup de succès,.
Wucherungen (Proliférations), diffusé en novembre 1969, est une adaptation à six voix de L'Art et la manière d'aborder son chef pour lui demander une augmentation.
Tagstimmen, diffusé en 1971, est « un tissu narratif continu qui, à partir d'un matériau de base très simple, essaye d'explorer au maximum les possibilités phonétiques de la langue et les possibilités musicales de la voix humaine. » C'est un jeu autour de proverbes, de phrases toutes faites, de comptines. L'ensemble, évoquant la journée d'un homme dans une grande ville, est traité de telle façon que l'on a l'impression d'écouter toutes les formes connues de la parole,.
Dans Fonctionnement du système nerveux dans la tête (1972) coexistent sur le plan acoustique la conférence d'un neuropsychologue sur le fonctionnement du système nerveux, et un discours ayant pour objet la perception par un enfant de la scène primitive.
Koncerstück für Sprecher und Orchester (1974) enregistre les musiques de la vie urbaine de tous les jours (violon de l'aveugle dans la rue, juke-box, autoradio d'un taxi) et les transcrit selon une combinatoire de 17 différentes formes discursives et musicales,. Le fil narratif est explicite : le protagoniste est chargé de mener une enquête sur la musique dans la vie. Au long de la journée, le rôle de la musique change progressivement : d'une aura naturelle et idyllique, elle devient une interférence de plus en plus gênante. La structure est très complexe et anticipe celle de La Vie mode d'emploi. Peut-être à cause de sa durée, la pièce a peu de succès.
| Épisode | Situation        | Genres et interprètes                                                                | Mélodies et variations                                                              |
| ------- | ---------------- | ------------------------------------------------------------------------------------ | ----------------------------------------------------------------------------------- |
| 1       | Dans la rue      | Thème et variations pour violon seul                                                 | Voix seule, psalmodiant                                                             |
| 2       | Dans une taverne | Contrepoint avec renversement pour un seul orateur au début, puis pour deux orateurs | Le nouveau hit, sous la forme d'une chanson                                         |
| 5       | Le disque rayé   | Chorale ostinato pour orgue                                                          | Structures rythmiques pour voix masculine au téléphone                              |
| 14      | Au cinéma        | Fugue pour grand orchestre                                                           | Chaconne pour deux stars de film et haut-parleurs de basse, brouhaha de cinémateurs |

Par ailleurs, écrites sur commande de la société des piles électriques du même nom, les Extraordinaires aventures de Mr Eveready sont diffusées en 165 épisodes d'une dizaine de minutes chacun sur Radio-Abidjan en 1970. Mr Eveready, sorte de super-héros à la fois présent et absent, est recherché par Antoine, jeune homme épris de justice, mais aussi par Morgan, un sinistre bandit. L'inspiration est à chercher du côté de Tintin, de Michel Strogoff et de Signé Furax. Ce feuilleton, outre son côté alimentaire, est pour Perec une forme de récréation de l'écriture, en parallèle, de W ou le souvenir d'enfance,.

### Musique
En 1971, Perec collabore avec Philippe Drogoz à la mise en musique de son Petit abécédaire illustré, pour guitare et darbouka. Les notes correspondent aux voyelles du texte : a donne la ou fa ; e donne ré ; i donne mi ou si ; o donne sol ; u donne ut.
Perec compose en 1972 une « partition graphique », Souvenir d'un voyage à Thouars. Cette partition, qui permet une variété d’exécution illimitée en durée, en effectif instrumental et en notes, est jouée par le Groupe de recherches musicales.
Diminuendo est un opéra pour harmonium et piano de Bruno Gillet sur un livret de Perec. Il comporte 14 « moments » d'une temporalité presque lisse, mettant en scène la conversation anodine de deux anciens amants autour d'une tasse de thé. Leurs silences structurent le discours.
L’Art effaré est un projet inachevé d'opéra conçu avec Philippe Drogoz. Celui-ci n'utiliserait que cinq notes de la gamme : do, ré, mi, la, si. Perec, pour le livret, n'utiliserait que ces cinq mêmes syllabes,.

### Cinéma

#### Films
En 1974, Georges Perec scénarise son roman Un homme qui dort. Le film qui en résulte, réalisé par Bernard Queysanne, avec Jacques Spiesser comme seul acteur et un texte lu en voix off par Ludmila Mikaël, obtient le prix Jean-Vigo. « Bernard Queysanne a joué sans concession la carte de la rigueur. L'évolution du personnage est à peine perceptible, et ce qui lui arrive pendant le temps de sa plongée semble dérisoire. On regrettera peut-être cette stagnation, cette uniformité. Mais, entre l'anecdote et l'envoûtement, il fallait choisir. Le réalisateur a parié pour l'envoûtement. Le pari est gagné. »
Le 11 mai 1947, à l'âge de 11 ans, Perec ne se rend pas au lycée. Il relate cette journée dans un texte de 1965, Les Lieux d'une fugue, qu'il porte lui-même à l'écran pour l'INA en 1976. Le texte est composé à la troisième personne en 24 paragraphes décousus, sans ordre chronologique. Le film ne comporte aucun personnage, surtout pas l'enfant fugueur qui se met ainsi à distance. Le texte en voix-off lu par Marcel Cuvelier, ne correspond pas toujours à ce qui se voit sur l'écran. Les lieux ne sont pas reconstitués comme en 1947, mais filmés comme ils sont en 1976. La plupart des plans sont utilisés deux ou plusieurs fois, invitant à lire le déroulement comme une boucle. Le montage parallèle et le cadrage suggèrent la fragmentation.

« Dans ces deux cas, il s'est agi pour moi de prolonger un travail d'écriture en l'enrichissant d'un contrepoint d'images et de sons. »

En 1979 Perec participe au tournage et écrit le texte du film de Robert Bober Récits d'Ellis Island, dans lequel ils explorent tous deux leurs racines juives communes.

#### Scénarios
En 1975, Perec lit son commentaire d'un épisode de La Vie filmée des Français, une série documentaire télévisuelle de Jean Baronnet conçue à partir d'archives de films 9,5 mm Pathé-Baby. Il rédige une petite partie du commentaire de Ahô... au cœur du monde primitif, un documentaire canadien réalisé par Daniel Bertolino et François Floquet. Il retrouve Queysanne dans l'écriture du 36e épisode de la série Cinéma 16, intitulé L'Œil de l'autre, diffusé le 18 mai 1977 sur FR3.
En 1978 il participe à l'écriture et aux dialogues de Série Noire (1979) d'Alain Corneau. Celui-ci a expliqué son choix de Perec comme co-scénariste et dialoguiste : « C’est un dialogue qui a l’apparence d’être comme dans la vie. Maintenant, si j’ai pris Perec, ce n’est pas par hasard. Le pari était de prendre l’apparence du naturalisme, mais surtout de ne pas y tomber. Il fallait faire quelque chose de totalement irréaliste. Ce que disent les personnages dans le film, c’est sans arrêt à partir d’une base de lieux communs… Toutes les expressions sont retournées, utilisées au deuxième degré. Perec est un génie dans ce sens-là. »
Perec participe également au scénario du dernier film de Jean-François Adam, Retour à la bien-aimée.

#### Production
Perec produit le film Les Jeux de la comtesse Dolingen de Gratz, écrit et réalisé par sa compagne Catherine Binet. C'est un désastre financier qui l'amène, alors qu'il est « toujours un peu ou beaucoup à court d'argent », à devoir gager ses futurs droits d'auteur.

## Conceptions littéraires
Perec se considère comme un homme de lettres, tout en précisant : « Un homme de lettres, c'est un homme dont le métier c'est les lettres de l'alphabet. » Ses conceptions littéraires se forgent au début des années 1960, à l'occasion de textes qu'il publie dans Partisans, et lors de la préparation d'une revue qui devait s'appeler La Ligne générale.
Il estime dépassée l'opposition entre la littérature engagée, incarnée par Sartre, et les recherches purement formelles menées par les écrivains du Nouveau roman, les jugeant toutes deux inaptes à rendre compte de la complexité du monde moderne. Il s'oppose au nihilisme de Robbe-Grillet et garde une foi indéfectible dans la puissance de l'acte créateur, susceptible de réconcilier l'homme avec son époque. Perec a une conception hédoniste du roman : écrire lui a procuré une intense jubilation, à laquelle doit correspondre celle de son lecteur. Il ne définit pas la littérature comme un Absolu, encore moins comme un Engagement, mais comme un Jeu, avec des contraintes formelles, ce qui lui permet de ne pas se laisser submerger par une enfance obscurément terrifiée, une enfance juive, kafkaïenne, forcément kafkaïenne, à laquelle il ne voudra jamais donner le pathos de Duras.
Perec définit, non pas quatre axes dans son travail, mais

« quatre interrogations qui posent peut-être en fin de compte la même question. La première peut être qualifiée de « sociologique » : comment regarder le quotidien ; la seconde est d'ordre autobiographique ; la troisième, ludique, revoie à mon goût pour les contraintes ; la quatrième concerne le romanesque, le goût des histoires et des péripéties, l'envie d'écrire des histoires qui se dévorent à plat ventre sur son lit. Mais cette répartition est quelque peu arbitraire : presque aucun de mes livres n'échappe à un certain marquage autobiographique, presque aucun non plus ne se fait sans que j'ai recours à telle ou telle contrainte »

Il considère ces quatre « interrogations » comme déclinables dans tous les champs de la littérature :

« Mon ambition d'écrivain serait de parcourir toute la littérature de mon temps sans jamais avoir le sentiment de revenir sur mes pas ou de remarcher dans mes propres traces, et d'écrire tout ce qui est possible à un homme d'aujourd'hui d'écrire : des livres gros et des livres courts, des romans et des poèmes, des drames, des livrets d'opéra, des romans policiers, des romans d'aventures, des romans de science-fiction, des feuilletons, des livres pour enfants... Je cherche en même temps l'éternel et l'éphémère. »

### L'Oulipo
Georges Perec est coopté à l'Oulipo en 1967. Il y trouve un cadre correspondant à ses préoccupations :

« Je me considère comme un pur produit de l’Oulipo. C’est-à-dire que mon existence d’écrivain dépend à quatre-vingt-dix-sept pour cent du fait que j’ai connu l’Oulipo à une époque tout à fait charnière de ma formation, de mon travail d’écriture »

Pour Claude Burgelin, le mélange d'exigence et d'art de la dérive qu'offre l'Oulipo est exactement ce à quoi aspire Perec. Les outils donnés par cet atelier le libèrent de ce qui l'entrave. Ce qui l'illumine, c'est que l'Oulipo fasse de l'esprit de méthode un guide de la création littéraire. La place tenue par des principes mathématiques et par la rigueur dans les façons de construire, les règles énoncées comme des théorèmes lui donnent une nouvelle respiration. La langue se retrouve ainsi débarrassée de son pathos. Et prend forme une esthétique fondée sur l'élégance et la précision des procédures.
L'Oulipo est fondé sur le principe que la contrainte permet de se libérer des expressions, des formes et des rythmes rebattus, ce qui incite à la recherche de solutions originales. Il faut déjouer les habitudes pour atteindre la nouveauté. Ainsi, les membres fondateurs se plaisent à se décrire comme des « rats qui construisent eux-mêmes le labyrinthe dont ils se proposent de sortir. » Pour Marcel Bénabou, « Le labyrinthe, c’est celui du langage, un labyrinthe fait de mots, de phrases, de paragraphes. La tâche de l’oulipien n’est pas de sortir de ce labyrinthe, mais plutôt de l’explorer sans trêve, d’y repérer des itinéraires nouveaux, des cheminements jusque là insoupçonnés. Et pour cela, il a besoin du fil d’Ariane que constitue pour lui chacune des contraintes qu’il se donne. »

## Aspects de l’œuvre

### Clés d'interprétation
L'interprétation des textes de Georges Perec a donné lieu à une abondante littérature. Marcel Bénabou fait remarquer « qu'en fait de clés on a eu tout un trousseau : la clé sociologique, la clé autobiographique, la clé oulipienne, la clé juive, la clé métatextuelle, tout un cliquetis hétéroclite. Si je reste réservé sur le rôle dévolu à toutes ces clés, c'est qu'elles me paraissent soulever autant de difficultés qu'elles proposent de solutions. Et la principale de ces difficultés tient en fait aux deux constatations suivantes : d'une part chaque « inventeur » de clé se presse d'ériger la sienne en passe-partout, quitte à forcer un peu certaines serrures qui ont le mauvais goût de résister ; d'autre part, les informations que chacun croit trouver dans telle ou telle suggestion perecquienne sont d'un usage délicat : car Perec ne dit que ce qu'il a envie de dire, et il faut toujours beaucoup de prudence avec cet expert en trompe-l’œil, ce spécialiste de la « double couverture ». » Il y a toujours un surplus, un potentiel de significations mettant en échec toute tentative abusive d'inscrire ses textes dans une perspective délimitée.

### Lecture de l’œuvre
Considérant qu'une lecture naïve, attentive au seul référent, ou une lecture archéologique, attentive au seul signifiant, sont toutes deux illusoires parce que réductrices, l'un soumettant le texte aux règles de la logique "ordinaire", l'autre le ramenant à l'exécution mécanique d'un programme préétabli, Bernard Magné propose une « lecture oblique » des textes de Perec :

« Ce serait d'abord une lecture réjouissante, qui retiendrait des textes, de leur succession chronologique, de leur incessante variation de ton, de taille, de genre, le plaisir du morcellement, le charme du disparate.

Ce serait ensuite une lecture vigilante, attentive au détail, au minuscule.

Ce serait aussi une lecture convergente. De ces récurrences finirait par surgir une image : celle d'un projet cohérent tendu vers la construction d'une autobiographie qui, reconnaît Perec, « m'apparaît de plus en plus comme la seule écriture possible. »

Ce serait enfin une lecture effervescente. Loin de constituer pour le texte une grille unique d'interprétation, une fin ultime, cet encryptage autobiographique en permettrait au contraire la relance, par « un jeu entre le prévisible et l'imprévisible, la connivence et la surprise ». »

Les textes de Perec « n'ont pas pour fonction de communiquer un message, de produire la place pour votre fiction réglée, des machines à fictionner à répétition, des œuvres d'art. » Ce qui, non sans quelque ironie, se dispose sur le blanc de la page après qu'on a fini d'écrire, c'est un texte à (sur)prises multiples, méticuleusement combiné pour que jamais ne s'épuise la sagace lecture de l'amateur.

### Autobiographie
« Le projet d'écrire mon histoire s'est formé presqu'en même temps que mon projet d'écrire. »

Philippe Lejeune qualifie Perec d'autobiographe « qui lucidement, patiemment, non par choix, mais parce qu'il était le dos au mur, a pris exclusivement des voies obliques pour cerner ce qui avait été non oublié, mais oblitéré, pour dire l'indicible. » Il discerne neuf caractéristiques qui différencient Perec de l'autobiographe traditionnelle : la pudeur (celle qui interdit de mettre en scène les sentiments) ; la convivialité (avec des textes qui ne sont pas des images du vécu, mais des machines à faire produire par le lecteur) ; l'intertextualité (l'autobiographie est un texte, engendré par le travail sur d'autres textes ; l'opérabilité (les textes montrent quelque chose en train de se faire, que le lecteur ne peut saisir que s'il accepte de s'associer au mouvement) ; le sabotage (Perec déconstruit les cohérences. Non pas dans la fiction mais dans la réalité de sa propre vie, créant ainsi une écriture autobiographique du manque, de la faille, du malaise) ; le remplissage (pour quadriller le vide, puis le remblayer, boucher le trou du temps, garder des traces de tout, enregistrer, collectionner pour le passé, planifier pour l'avenir) ; l'obliquité (l'oblique, l'indirect, le dévié, la métonymie à perte de vue) ; le blocage (pas d'interprétation, on avance en sécurité à l'abri du sens) ; le cloisonnement et la dissémination (les projets autobiographiques de Perec évitent le récit, rabattent le temps sur le lieu, substituent à l'histoire la liste, à l'intrigue le montage – tous ceux qui impliquaient une totalisation, même partielle, ont été abandonnés).
Si Perec a plusieurs fois insisté sur les rapports étroits entre son écriture et l'autobiographie, ses romans sont traversés par un conflit entre un acte d'écrire conçu comme « un acte qui se joue à deux » et le désir de faire de la page d'écriture le lieu d'une mémoire individuelle et privée.
Pour François Bon, « Perec obéit à cette injonction obscure de replier l'écriture sur sa propre nécessité intérieure, sa fonction la plus vitale (voire de survie). »
Michaël Ferrier relève que « Perec raconte sa propre histoire sans jamais en faire parade, mais au contraire la relie discrètement, souterrainement, à la mémoire du monde. Dans son autobiographie polymorphe, les problèmes d'intériorité ne sont jamais mis en avant. Le génocide des Juifs y joue, bien sûr, un rôle central, mais par-delà, s'y réverbèrent toutes les petites histoires, d'exil, d'errance et d'espoir qui forment le fond de la grande Histoire du XXe siècle. L'affirmation de l'identité ne passe jamais par un ressassement impudique mais, au contraire, par un retrait, une discrétion et une fantastique ouverture à l'autre. Ce qu'il fait entendre, c'est son histoire, particulière, mais aussi l'histoire des gens qui n'ont pas eu d'histoire, que l'histoire a laissé mutilés, comme une lettre qui manquerait dans un alphabet. »
Pour Philippe Lejeune, « tous ces éclats d'oubli jalonnent maintenant la carte de la mémoire. Ils forment un réseau absurde. Mais on sent que tout le reste tient par-dessous, sans qu'on sache comment, comme par aimantation. Tout le reste qui est vraiment oublié. Et qui maintenant est là. »
D'un point de vue littéraire, « en matière d'autobiographie individuelle et collective, l'entreprise littéraire de Georges Perec représente peut-être un tournant décisif dans l'histoire du genre, compte tenu de son indissociabilité d'avec la plus exigeante, la plus novatrice, la plus performante des recherches formelles. »

#### Judéité
Les références au judaïsme dans l’œuvre de Perec sont rares. C'est le prolongement d'un défaut d'éducation juive initiale, suivi par un solide fond d'incuriosité. Perec ne sait rien du judaïsme comme religion ou comme culture, il ne connait ni le yiddisch ni l'hébreu. Son absence de curiosité pour ce qui touche au passé juif s'accompagne d'une indifférence ostentatoire pour ce qui ressemble à une activité communautaire. Étudiant marxiste, à l'époque de La Ligne générale, Perec ne peut accepter ni l'héritage religieux — qui contredit son idéal de laïcité —ni le sionisme — qui apparaît comme une impasse au regard des rêves internationalistes.
Il en est resté au « degré zéro de la judéité », une judéité qu'il définit par une série de négations, comme cela apparaît dans Ellis Island : « Je ne sais pas précisément ce que c'est qu'être juif, ce que ça me fait d'être juif. C'est une évidence si l'on veut, mais une évidence médiocre, qui ne se rattache à rien ; ce n'est pas un signe d'appartenance, ce n'est pas lié à une croyance, à une religion, à une pratique, à un folklore, à une langue. »
Cependant, Perec fait le même chemin qu'une partie des intellectuels juifs de l'après guerre : un chemin qui commence dans le confort (tout relatif) de l'ignorance et du refus, et qui aboutit à l'inconfort lié au sentiment d'une rupture, d'une non-appartenance, d'un manque,. Il déclare en 1976 avoir commencé à se sentir juif lorsqu'il a entrepris d'écrire l'histoire de son enfance.

#### Manque d’ «eux»
Le manque n'est pas le manque de quelque chose, mais le manque premier avec lequel il faut bien vivre. Seule l'écriture permet de le combler. D'abord par la rencontre avec les parents disparus :

« J'écris parce qu'ils ont laissé en moi leur manque indélébile et que la trace en est  l'écriture. L'écriture est le souvenir de leur mort et l'affirmation de ma vie. »

Ensuite par la rencontre avec soi même : « Le projet d'écrire mon histoire s'est formé presque en même temps que mon projet d'écrire »
Le manque devient d'abord thème (dans W ou le souvenir d'enfance), puis structure textuelle (dans La Vie mode d'emploi).

#### Rue Vilin
Georges Perec passe son enfance rue Vilin, aujourd’hui partiellement disparue. Ses parents et grands-parents y habitent, sa mère tient un salon de coiffure au n° 24. Après l'avoir « oubliée pendant des années », il l'évoque dans W ou le souvenir d'enfance, puis l'inclut en 1969 dans son projet Lieux. De ce fait il s'y rend six fois de 1969 à 1975 et chronique sa destruction. Au n° 24, il se borne à noter :« (ce fut la maison où je vécus) – Je ne suis pas rentré. »
En lisant la rue, Perec propose une construction de l'imaginaire, une intrication du symbolique, par des rapprochements insolites, par des oublis, des occultations, les pétrifications et les changements du décor. Mais, malgré son caractère de litanie, plus on avance dans Lieux, plus le texte s’étiole, se raréfie, s’abandonne au silence et à son impossibilité.
« Il n'y a plus de rue Vilin que ce que nous en lègue Perec, constellation éclatée de textes, un secret sous l’œuvre. »

#### Psychanalyse
Perec a suivi trois psychanalyses. Avec Françoise Dolto, après sa fugue à l'âge de 11 ans ; avec Michel de M'Uzan en 1956-1957 ; avec Jean-Bertrand Pontalis de 1971 à 1975. Cette dernière est entamée après une période de dépression liée à la rupture avec Suzanne Lipinska, et au moment où l'écriture de W se bloque lorsqu'il tente de se lancer dans la partie purement autobiographique du texte. Passant sur l'interdit qui veut qu'un analyste n'évoque pas à chaud le cas d'un patient, Pontalis aborde le cas de Perec dans neuf de ses écrits, sous des pseudonymes transparents. Claude Burgelin interprète cette transgression comme la nécessité de témoigner de ce qui s'est passé de « si prenant » lors de l'analyse.
Le point de vue de Perec est d'abord exprimé par la publication de ses rêves de La Boutique obscure, « pour embêter son psychanalyste ». Puis par son texte Les lieux d'une ruse, « remarquable approche de ce qu'est une psychanalyse à partir de considérations sur ce que produisent l'espace et le temps de l'analyse, l'enfermement dans un lieu avec une temporalité répétitive et des rituels quasi immuables, en ne tenant aucun propos d'aveu ou de confession. »
Perec n'oublie cependant pas de moquer le langage employé par les psychanalystes dans Roussel et Venise. Le fait qu'il ait été un usager intermittent de la psychanalyse n'a eu aucun effet sur son écriture, sinon de protection et de mise à distance.

#### Nombres
Certains nombres jouent un grand rôle dans la structure et le contenu des textes de Perec. Ils sont signifiants. Le plus important d'entre eux est le 11. Dans La Vie mode d'emploi, l'immeuble est situé au 11 de la rue Simon-Crubellier, le fils de Sven Ericsson meurt noyé dans sa baignoire le 11 juin 1953, Salini retrouve la trace d'Elizabeth le 11 septembre 1959, Marguerite Winckler meurt pendant le onzième mois de 1943, il reste 11 aquarelles dans l'atelier de Gaspard Winckler, le peintre Hutting construit ses portraits à partir d'une séquence de 11 teintes. Le recueil poétique Alphabets regroupe des séquences de onze poèmes, dont chacun comporte onze séries de onze lettres, disposées sur la page selon les permutations réglées d'un groupe d'ordre onze. Ulcérations rassemble 400 anagrammes de onze lettres, organisés en onze parties numérotées. La première partie de W comprend onze chapitres. Dans La Disparition, le terme onze, inutilisable, est remplacé par de nombreuses occurrences de « cinq plus six, cinq ou six . » Dans « 53 jours », l'effondrement d'une tribune tue 11 ouvriers et l'un des lieutenants rassemble les débris de la XIe légion,.
Ce nombre est loin d'être anodin. C'est l'unique repère, l'unique trace de la mère disparue : « Ma mère n'a pas de tombe. C'est seulement le 13 octobre 1958 qu'un décret la déclara officiellement décédée, le 11 février 1943. » L'écriture transforme ainsi un élément biographique en une structure formelle génératrice, tout en faisant de l'espace textuel, du lieu même de l'inscription, un substitut de cet autre lieu, improbable, innommable, inassignable.
D'autres nombres ont été identifiés comme récurrents chez Perec : le 17, le 43.

### Écriture
Perec définit les grands principes de son écriture dès 1963, dans son article Robert Antelme ou la vérité de la littérature. Il s'agit de transmettre une expérience, non en entassant les faits et en multipliant les descriptions, mais en les élaborant, en les transformant, en les intégrant dans un cadre littéraire spécifique. Pour lui, le véritable écrivain doit interposer entre son expérience et ses lecteurs, une grille. « Par le biais de la grille, l'écriture n'est plus soumise à la dictée de l'expérience. Comme plus tard pour Perec oulipien, par le biais de la contrainte l'écriture n'est plus soumise à la dictée de l'inspiration. » Ainsi, il pourra « dire le dedans en ne décrivant que le dehors. »
Pour Perec, écrire, c'est aménager l'espace de la parole, le baliser, le maîtriser, le prendre en charge. Pour arriver à reconstruire sa mémoire, il faut pouvoir délimiter et orienter l'espace des signes.

« Cette activité d'écriture pour moi est une manière continuelle de me définir par rapport au monde dans lequel je suis, en essayant de le comprendre, en essayant de jouer avec, en essayant de l'interpréter, de le dominer par la parole. Je ne suis pas le langage, j'essaye de le contourner, ou de me réfugier dedans pour produire des choses qui m'amusent, qui font que je décris les choses avec jouissance. »

La grande singularité de son œuvre, sa variété, est signifiante d'un tâtonnement existentiel et d'un refus des carcans identitaires portés par le style, pour celui qui eut à construire ses propres liens de filiation. Son itinéraire laisse progressivement apparaître une solide foi dans l'écriture comme processus transformationnel, comme transfert et restructuration d'un matériau donné. Son projet est vaste et ambitieux : le remaniement radical du roman contemporain :

« L'ambition du « Scriptor », son propos, disons son souci, son souci constant, fut d'abord d'aboutir à un produit aussi original qu'instructif, à un produit qui aurait, qui pourrait avoir un pouvoir stimulant sur la construction, la narration, l'affabulation, l'action, disons, d'un mot, sur la façon du roman d'aujourd'hui. »

Ses textes restent ouverts : « Cette idée d'un livre ouvert est très importante pour moi : qu'il soit en quelque sorte inachevé, en porte-à-faux. Il faut qu'on puisse rêver sur le livre et qu'on ait envie de jouer avec, de recommencer quelque chose dans un autre ordre. »
L'écriture de Perec n'est jamais reliée à une langoureuse déploration, bien au contraire. Presque partout, un léger sourire plane sur cette œuvre. Alors même qu'il se confronte à des thèmes douloureux, il s'en échappe quelque chose de gai, de joyeux, de léger et de profond à la fois. Sa langue a un rythme particulier : un rien de lenteur, à peine d'amplification et aucun abandon à l'excitation.

### Totalité
Dès la période de la Ligne générale est mise en avant une volonté de totalité, qui seule peut permettre une relation entre l'écriture et le réel. Mais Perec va plus loin : pour lui, tout ce que les écrivains ont produit fait partie du réel. Peuvent donc être mis à égalité l'espace fictionnel et l'espace tout court. Son œuvre pourra ainsi être diverse, mais cohérente, multiforme mais ordonnée.
« Ce qui, longtemps, est apparu comme un jeu purement formel, oulipien, relève au contraire d'un enjeu grave qui, peut-être est aussi celui du XXIe siècle : répondre à l'amnésie et à la béance du sens par la tentative d'épuiser le réel dans sa totalité – y compris le langage – et de le mettre en ordre, le classer interminablement mais sans jamais pouvoir lui découvrir, lui donner un sens autre que c'est là. »

#### Épuisement
Perec ajoute à cette notion de totalité celle d'exhaustivité. Sa vision du réalisme est moins extensive qu'intensive, moins attentive à explorer une surface qu'à sonder une profondeur. Il déclare s'inspirer « de ce qu'en peinture on appelle l'hyperréalisme. C'est en principe une description neutre, objective, mais l'accumulation des détails la rend démentielle et nous sommes ainsi tirés hors du réel. » D'où la notion d'épuisement.

« Ne pas dire, ne pas écrire « etc. » Se forcer à épuiser le sujet, même si ça à l'air grotesque, ou futile, ou stupide »

Pour Tentative d'épuisement d'un lieu parisien, Perec se rend pendant trois journées successives d'octobre 1974 Place Saint-Sulpice et effectue neuf prises d'écritures, depuis des postes d'observation différents, pendant cinquante minutes à deux heures et demi, pour noter « ce qui se passe quand il ne se passe rien, sinon du temps, des gens, des voitures et des nuages. » Il ne s'attache pas à décrire le lieu, mais en fait à la fois l'inventaire et le récit simultané, sans amplification, ni gros plan sur un détail, en restituant l'hétéroclite. L'écriture en temps réel cherche dans la masse des faits l’occurrence singulière, et donne l'impression de concurrencer le réel, sinon de le dédoubler, dans un récit hypnotisant. En mai 1978, pour France Culture, il réitère l'expérience au Carrefour Mabillon pendant six heures. Il rédige également une Tentative d’inventaire des aliments liquides et solides que j’ai ingurgités au cours de l’année mille neuf cent soixante-quatorze.
Cette activité de consigne et de collecte qui se veut sans terme peut frôler la manie. Une pareille mémoire de papier, artificielle, est le seul recours valable face à une amnésie que Perec sait ne pas pouvoir entretenir indéfiniment.

#### Puzzle
La totalité s'exprime également dans la notion de puzzle : 

« Tout ce que je vais écrire s'organise comme un puzzle dont chaque livre serait une pièce – l'ensemble de tout cela participera au puzzle de la littérature contemporaine dont les pièces sont les écrits des autres auteurs. Et moi je vais remplir un vide dans ce puzzle. »

Cependant le puzzle — comme celui de Bartlebooth dans La Vie mode d'emploi — reste inachevé, et « entre en cohérence avec une pratique du leurre et de la déception, une écriture de la trace et de l'absence. » Car il y a une tension constante entre la hantise de la totalité et un continuel travail de fragmentation, une impossibilité de mettre en place toutes les pièces du puzzle.

### Contraintes
Perec découvre la notion de contrainte lors de son entrée à l'Oulipo, qui marque une nette coupure dans son travail. Cette approche est pour lui particulièrement féconde et irrigue toute son œuvre postérieure. Dépassant un formalisme mécanique, Perec en fait le moteur d'une "machine à raconter des histoires"

« J'aime multiplier les systèmes de contraintes lorsque j'écris : ce sont les pompes aspirantes de mon imagination. »

Pour lui, la potentialité d'une contrainte semble être en proportion directe avec sa difficulté. Celles qu'il utilise s'appliquent de façon privilégiée à la dimension matérielle de la langue, à ses signifiants. D'où des homophonismes, des anagrammes, des palindromes, des lipogrammes. Mais la contrainte n'est pas un but en soi. Il importe moins d'appliquer une grille de travail sur un texte que de multiplier au contraire les systèmes d'écriture, de s'imposer des règles pour le plaisir de pouvoir en jouer et aussi pour les déjouer : « J'ai passé autant de temps à tricher qu'à respecter les règles, ce qui ne me gène pas du tout. »
La Disparition respecte le premier principe de Roubaud : « Un texte écrit suivant une contrainte parle de cette contrainte. » Renversant la domination hiérarchique du fond sur la forme, c'est le roman de la disparition du E, roman de ce qu'il raconte et récit de la contrainte qui crée ce qui se raconte.
Perec utilise beaucoup les possibilités offertes par la combinatoire. La Vie mode d'emploi est construite à partir d'un bi-carré latin d'ordre 10, Ulcérations comprend 400 permutations hétérogrammatiques. Il développe la sextine, poème de six strophes de six vers chacune dont les mots-rimes sont déterminés par une séquence mathématique. Raymond Queneau ayant démontré l'existence d'une telle séquence (nommée quenine) pour d'autres nombres, Perec utilise une quenine d'ordre 11 (onzine) dans la section en C d'Alphabets et une pseudo-quenine d'ordre 10 dans La Vie mode d'emploi pour régler les éléments de chaque chapitre. Le travail sur la combinatoire se caractérise par l'économie de moyens, la plus grande variété d'agencements possibles, le refus de toute redondance. Il s'agit là de critères d'optimisation, de démarches susceptibles de disposer des meilleures conditions à la création de texte.
Pour Jean-François Chassay, en utilisant la contrainte, Perec n'a pas cédé à une manie mais, au contraire, « a joué l'essentiel : une superposition de deux systèmes sémiotiques. Celui qui « dit », comme dit la parole « normale », celui dont vous pourriez supposer qu'il provient d'une volonté de dire un message à un destinateur ; et l'autre, celui qui dit des nouvelles d'un tout autre monde, ou « e » n'existerait pas, où toute parole autre que palindromique, et donc à double sens, serait interdite, où les façades des immeubles parisiens seraient devenus des échiquiers invisibles et très particuliers que parcourraient, et pas n'importe comment, des cavaliers fantômes. Ce qui se joue dans ces contraintes ce ne sont pas des fictions de mondes, mais c'est notre monde, notre univers sémiotique lui-même transporté dans la fiction, ce sont des textes qui jouent du Discours sur un autre instrument que notre langue habituelle, ce sont des textes qui jouent double jeu. »

#### Clinamen
« Quand on établit un système de contraintes, il faut qu'il y aussi de l'anticontrainte dedans. Il faut – et c'est important – détruire le système des contraintes. Il ne faut pas que ça soit rigide, il faut qu'il y ait du jeu, que ça grince un peu ; il ne faut pas que ça soit complètement cohérent ; un clinamen, c'est dans la théorie des atomes d'Epicure : le monde fonctionne parce qu'au départ il y a un déséquilibre. »

Le clinamen perecquien se distingue de la « version oulipienne standard. » Par sa complexité : il est au moins aussi sophistiqué que le contrainte qu'il a pour objet de contester. Par son aptitude à produire du sens : il rend le texte, non seulement moins mécanique, mais plus signifiant, en l'intégrant dans un réseau de relations souvent fort complexes.

### Faux, ruse, oblique
La transparence apparente des textes de Perec, « ourdis de manière un peu trop polie pour être tout à fait honnête », est piégée. Les passages a priori anodins dissimulent trappes et labyrinthes, ils suscitent l'hésitation, nécessitent un retour patient à la case départ, et provoquent un malaise admiratif chez le lecteur échaudé qui, pourtant, en redemande aussitôt.
De même que les facéties verbales ou le marquage autobiographique, le faux caractérise l'écriture de Perec : présence dans toute son œuvre de personnages de faussaires, fréquence des allusions ou de références à de fausses œuvres d'art, intérêt pour le trompe-l’œil, présence d'une rubrique faux dans le Cahier des charges de La Vie mode d'emploi, recours quasi systématique à l'altération volontaire. Un Cabinet d'amateur est l'histoire d'une gigantesque mystification, dans laquelle le faux triomphe parce qu'il est identifié par sa copie. Perec, en « conteur jubilatoire », ne traite pas le faux comme objet de fiction, mais comme un moyen privilégié de produire de la fiction.
Selon le principe que « la meilleure des ruses est de sembler ne pas en avoir », Perec pratique la double couverture, une révélation partielle servant de masque, alors qu'un leurre peut en cacher un autre. Par exemple, au chapitre XIV de La Vie mode d'emploi, l'insertion d'un portrait de Dinteville écrit par Cadignan fait croire à l'existence d'un vrai texte de Cadignan, alors qu'il s'agit d'un faux texte de Cadignan masquant un vrai texte de Rabelais.
De l'aveu même de Perec, son écriture est tendue entre deux visées à première vue inconciliables : rester caché, être découvert. Les dévoilements de certains aspects de sa machinerie textuelle s'accompagnent d'une immanquable théorie d'omissions et de chausse-trapes.
Ce mécanisme de la ruse, étroitement dépendant des thèmes de la judéité et du deuil, permet à Perec de contourner son enfance et son identité, dans le double sens d'éviter et de dessiner les contours. Ce qui n'empêche pas son œuvre d'être d'une profonde cohérence, en déclinant inlassablement les problèmes du sens, de la connaissance, de la mémoire, dans une écriture porteuse d'une réflexion sur le langage.

### Intertextualité
Perec se livre en permanence à des opérations de prélèvement, de détérioration, d'insertion, d'amélioration d'autres textes,. Il est fasciné par les possibilités d'invention qu'offre « le fait de se lover dans les phrases des autres pour mieux les déloger. C'est être ôteur pour être auteur. » Cette action d'appropriation minutieuse allie une sorte de gourmandise aimante ou maniaque à l'égard du texte d'origine à la patience un peu machiavélique d'une pratique de faussaire.
Les Choses multiplient les emprunts à Flaubert. Quel petit vélo... emprunte à La Fontaine, Flaubert, et Gide. Un homme qui dort multiplie allusions et citations, au point de tourner parfois au centon, et s'écrit entre Kafka et Bartleby l'écrivain. La Disparition intègre des versions sans e de Brise marine (Mallarmé), de Booz endormi (Hugo), de Voyelles (Rimbaud), de trois sonnets de Baudelaire et des résumés lipogrammatiques de L'Élu (Thomas Mann), de L'Invention de Morel (Bioy Casares), du Zahir (Borges), de Rosa (Maurice Pons), de Moby DIck (Melville). La partie fictionnelle de W ou le souvenir d'enfance comporte de nombreuses références à Jules Verne. La Vie mode d'emploi fait appel à 30 auteurs répertoriés dans son Post-scriptum. La Poche Parmentier comprend un long collage de La Station Champbaudet de Labiche. La plupart des tableaux d'Un cabinet d'amateur renvoient à des éléments évoqués dans La Vie mode d'emploi. Perec offre une clé en attribuant à onze tableaux de la collection Raffke un numéro de catalogue correspondant au numéro du chapitre qui a généré le tableau en question.
Perec revendique ces chapardages : « Tout ce que les écrivains ont produit fait partie du réel de la même manière que le réel », déclare-t-il dans une conférence à Warwick. Mais ces citations et autocitations demeurent implicites, tantôt camouflées dans le récit par la disparition des marques traditionnelles comme guillemets ou italiques, tantôt signalées comme discours empruntés, mais avec des attributions fantaisistes, et parfois accompagnées de quelques indices— plus ou moins faux — pour les signaler.
Perec  parvient à donner des lettres de noblesse à la copie qui, sous sa plume, devient une virtualité neuve de l'art. Pour lui, « il faut lire entre les livres comme on lit entre les lignes » et il voit cet « art citationnel » comme « le relais nécessaire de toute invention. »
Ce choix lui permet de combler le vide généalogique que lui a imposé sa condition d'orphelin, de se donner une famille selon son cœur, celle de ses pères littéraires.
« Si vous voulez copier Perec, copiez sa manière de copier », résume Philippe Lejeune.

### Synthèses
Claude Burgelin identifie trois pôles dans l’œuvre et le « parcours mental » de Georges Perec : la mémoire absente d'une langue originelle perdue, manque qui fonde sa relation à l'écriture et à la lettre ; l’image de la clôture, cet enclos — chambre, immeuble, île — dans lequel tournent plusieurs de ses livres ; la reprise d'un même mouvement : recommencer à commencer, principe moteur de presque toute l’œuvre.
Bernard Magné propose une synthèse de l’œuvre de Perec autour de la notion d'æncrage. Il la définit comme une fusion de l'encrage — procédés concrets d'écriture, mécanismes inscrits dans le texte perecquien et qui lui donnent sa ou ses formes — et de l'ancrage — repères qui permettent de donner sens et unité à une histoire individuelle mise en pièces par les effets dévastateurs de l'histoire. Pour lui, l'æncrage se définit par trois caractéristiques : récurrence, possibilité d'être relié à un élément autobiographique, base d'une contrainte formelle.
Magné identifie quatre catégories d'æncrages :
- la thématique du manque et de la cassure. Le manque : mutilés qui hantent l'immeuble de La Vie mode d'emploi ; « dénouements déceptifs » des Choses, de La Disparition, échecs de Bartlebooth et de Valène ; ellipses condamnant le lecteur à un savoir lacunaire[ad] ; lipogrammes – dans lesquels il manque une lettre ; règle du manque inscrite dans le socle combinatoire de La Vie mode d'emploi. La cassure : bras de Karageorgevitch dans Quel petit vélo ?, « quelque chose qui se casse » dans Un homme qui dort[285].
- un æncrage arithmétique, « quelque chose comme une numérologie de l'intime », ordonné autour des nombres 11 et 43, 73 et 37. Ces nombres peuvent se manifester par leur mention, quand ils apparaissent dans le discours, ou par leur fonction quand ils règlent certains aspects formels de l'énoncé. Le 11 et le 43 sont des æncrages essentiels : c'est le 11 juin 1943 que la mère de Perec a été déportée en direction d'Auschwitz. C'est à la même date qu'un décret la déclare officiellement décédée, mais il s'agit d'une mort fictive, la date de la mort réelle étant inconnue[286].
- une « géométrie fantasmatique » organisée autour des figures du carré et des symétries bilatérales. Carré 10 x 10 réglant l'ordre des chapitres dans La Vie mode d'emploi ; Carré 9 x 9 qui organise la liste des localités, pays et hôtels dans les Deux cent quarante trois cartes postales en couleur ;  poèmes carrés comme le Compendium de La Vie mode d'emploi (deux strophes de 60 vers de 60 signes typographiques) ou les poèmes de La Clôture (12 vers de 12 lettres) et d'Alphabets (11 vers de 11 lettres). Symétrie bilatérale du palindrome, chiasmes (comme dans le mini bestiaire alphabétique de La Disparition), boule de neige, diagonales d'Espèces d'espaces ou d'Alphabets[287].
- la question du nom propre et de son instabilité. Au hasard des modifications de frontières entre Russie et Pologne, et des fantaisies de l'état-civil, le nom Peretz est devenu Perec, il aurait pu être Pérec ou Perrec. Dans Les Choses, Jérôme et Sylvie n'ont pas de nom propre, dans Quel petit vélo ?, le héros en a 72, dans Un homme qui dort, il n'a pas d'état-civil. Partout se multiplient surnoms, pseudonymes et homonymes. Dans les dossiers préparatoires de 53 jours, Perec recense les 171 pseudonymes de Stendhal. Le nom de Bartlebooth est forgé à partir de Bartleby, héros de Melville, et de Barnabooth, de Valéry Larbaud[ae]. Les Beaux présents et les Belles absentes sont des lipogrammes à partir d'un nom propre[288].

Roland Brasseur se gausse de ces constructions savantes et revendique le simple plaisir de la lecture : « Jusqu'à ces dernières années, on s'est passé des biographèmes et des æncrages pour lire Perec, et rien n'interdit à quiconque de se passer encore de ces rassurants passe-partout. »
Hugues Corriveau a une lecture pessimiste : « Y-a-t-il moyen de ne souligner qu'une euphorie de lecture dans cette œuvre toute empreinte d'une folle envie de la mort, d'un irrésistible désir de s'abîmer dans la matière, dans la fragile et aléatoire réussite de ses projets ? Nous sommes aux prises avec une œuvre absolument catastrophique, qui se laisse constamment séduire par la déception, qui frôle toujours, avec ironie soit, mais non moins sincèrement, le malheur, la tentation absolue de l'échec, tant dans les recherches formelles que dans les fictions et personnages. Ces textes, sous des apparences drolatiques, cachent insidieusement de formidables tragédies, des héros gangrénés par l'ironie inquiétante de leurs projets, des tensions dramatiques à la limite du silence, du désastre. Là où se semble se dessiner quelque possibilité de réussite, advient l'inévitable détournement qui modifie le cours des choses, qui renvoie l'entreprise à sa propre négation. »
Ce que confirme Maurice Corcos : « La dimension commune aux personnages perecquiens, c'est leur réaction blanche ou quasi délirante à un événement traumatique, témoignant d'un processus de demétaphorisation du monde face à l'ébranlement du sens, puis leur tentative de transmettre ne serait-ce que les berges du trou dans lequel ils ne cessent de tomber. »
En tout cas, pour Dominique Rabaté, Perec est « le point pivotal » de la littérature du XXe siècle, par sa façon de nouer ensemble, par des modalités littéraires encore inédites, ce qui était séparé ou contradictoire : l'individu et la collectivité, l'oubli et la mémoire, le sujet et l'anonyme, le sociologique et le particulier, le tragique et la parodie, l'original et la copie, l'invention et la réécriture.

## Réception
Marcel Bénabou explique l'extraordinaire succès posthume de l’œuvre par ce qu'il nomme « le paradoxe de Perec », un mélange unique de proximité et de singularité : Perec est perçu comme un écrivain amical, voire fraternel, avec un souci du lecteur constamment perceptible.
« Ce sont là des textes résolument écrits pour le lecteur, pour lui offrir l'occasion d'une lecture où expérimenter, jouer, chercher, découvrir, déconstruire et reconstruire, se passionner s'écrier bon-sang-mais-c'est-bien-sûr... Où lire, en somme. Lire à la rencontre d'un auteur d'abord soucieux de ne pas fermer les voies d'accès à cette rencontre, soucieux de circonscrire les lieux d'un véritable travail à deux  où les souvenirs, les lectures, les interrogations, les provocations malicieuses, le symptôme métatextuel omniprésent, sont autant d'invites à partager avec lui le travail qui fera le texte. » Perec a horreur du « lecteur-paillasson. Il y a dans tous ses textes une place pour moi, pour que je fasse quelque chose. Un appel à moi comme à un partenaire, un complice. Je dois prendre le relais. »
Les pistes n'en finissent plus de se croiser, de se décroiser, de se recroiser ; d'étranges coïncidences démentent les précédentes ; les permutations, les inversions nous plongent parfois dans un labyrinthe, parfois dans un miroir. L'information est revue, contredite, corrigée, mélangée, cachée, faussement dévoilée. Perec nous entraîne dans une (re)découverte perpétuelle de la (re)lecture de son œuvre. On n'en a jamais terminé avec lui.
L'aura des textes de Perec semble pourtant difficile à définir. Il se joue « quelque chose d'essentiel dans ses pages, quelque chose que nous ne parvenons pas toujours à saisir, pourtant tout armés que nous sommes de nos théories et de nos outils critiques », déclare l'universitaire Jean-Luc Joly.

## Influence
Le singulier destin posthume de Perec, devenu en quelques années seulement une figure majeure de la littérature, s'est accompagné d'une certaine mythisation,. Situation non sans danger, car elle a encouragé une intense pulsion d'analyse de l’œuvre dans tous ses recoins, source d'altérations et d'approximations hasardeuses. Les formules ressassées autour de son œuvre et de sa personne, finissent par en barrer l'accès.
Depuis sa mort en 1982, nombreux sont les écrivains qui sont hantés ou aiguillonnés par sa présence : ses exigences, sa manière de jouer, de déplacer, d'arpenter, de questionner, d'enlabyrinther. Au terme de la rédaction de La Vie mode d'emploi, il se réjouissait d'avoir fait « imploser le roman ». Mais ce sont presque tous les genres qu'il a fait se décaler, se desserrer, se recomposer autrement. Il a aussi fait sortir les sciences humaines de leurs procédures et de leurs méthodes, en posant quelques questions toutes simples sur nos façons de penser, de classer, d'énumérer, de regarder. Il a contribué à renouveler notre vision des lieux et des temps. Il nous a amenés à considérer autrement notre relations à nos espèces d'espaces, à regarder notre quotidien comme une question et non comme un donné, à chercher sous l'infra-ordinaire ce dont nous détournons si souvent les yeux.
L'« effet Perec » s'est diffusé dans la littérature mais aussi dans les sciences sociales. Paul Nizon, Paul Auster ou Gao Xingjian se réclament de son influence. Martin Winckler et Xabi Mola considèrent que sa lecture les a en quelque sorte « décomplexés » face à l'écriture, leur permettant de se lancer dans le travail d'écrivain. Pierre Bourdieu, dans La Distinction, évoque les personnages des Choses, Howard Becker lui consacre des articles, Jean-Luc Godard cite des extraits dans Masculin féminin. Son lectorat est un des plus variés qui soit,.

## Postérité

### Films
Trois films ont été consacrés à Georges Perec
- 1990 : Catherine Binet, Te souviens-tu de Gaspard Winckler ? (1 h 30) et Vous souvenez-vous de Gaspard Winckler ? (1 h 30)[301],[302]. Bande-annonce (à 1'18)]
- 1992 : Robert Bober, En remontant la rue Vilin (48 min). Voir en ligne
- 1999 : Bernard Queysanne, Propos amicaux à propos d'Espèces d'espaces (1 h 11)

### Hommages

#### Odonymie

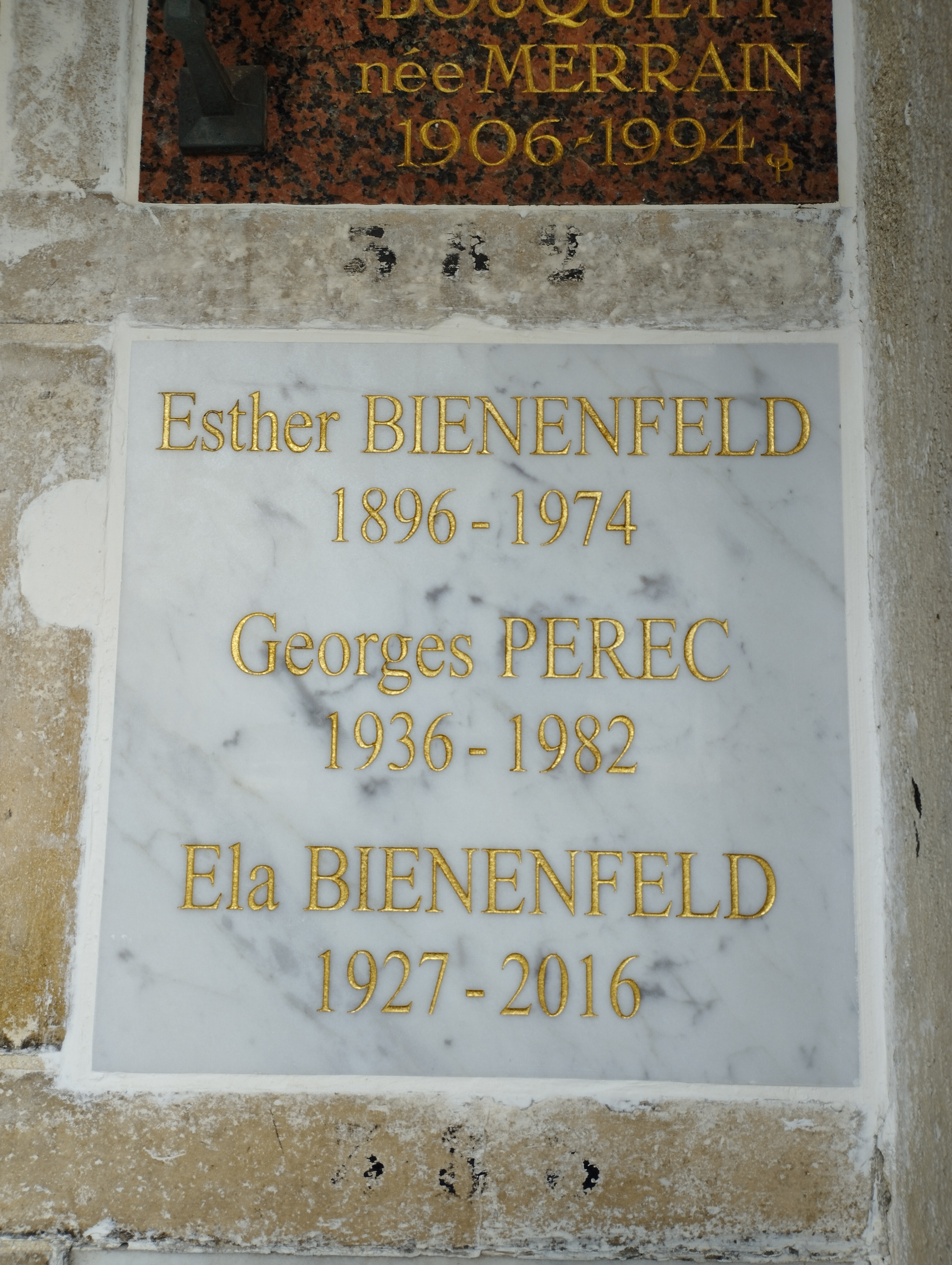
Plaque funéraire de Georges Perec au columbarium du cimetière du Père-Lachaise (division 87 ; case no 382).

Sont nommés en hommage à Georges Perec :
- des rues dans le 20e arrondissement de Paris, à Savigny-le-Temple, à Saint-Martin-d'Hères et à Verdun-sur-Garonne ;
- des médiathèques à Courcouronnes (Essonne) et à Gagny (Seine-Saint-Denis) ; des bibliothèques à Vaulx-en-Velin (Rhône) et à Villard-de-Lans (Isère) ; la bibliothèque de l'université Paris-Est-Marne-la-Vallée (Seine-et-Marne) ;
- le CDI du lycée Geoffroy Saint-Hilaire d'Étampes est baptisé « Espace Georges-Perec » à l'occasion du 70e anniversaire de sa naissance (mars 2006) ;
- une école maternelle et primaire à Maillebois (Eure-et-Loir) ;
- un centre médico-psychologique adolescents à Alfortville (Val-de-Marne).

#### Astronomie
L'astéroïde (2817) Perec, découvert en 1982, porte son nom.

#### Philatélie
La Poste française a édité un timbre Georges Perec 1936-1982 dessiné par Marc Taraskoff, d’après une photo d'Anne de Brunhoff, et gravé par Pierre Albuisson, émis le 23 septembre 2002.

#### Web
Le 7 mars 2016, soit 80 ans après sa naissance, Google lui dédie un doodle.
Le 13 mars 2018 une journée entière est consacrée à Georges Perec sur Twitter. Ce #JourSansE, organisé par Réseau Canopé sur une idée d'Emmanuel Vaslin, a vu la publication sur le réseau social de 10 000 contributions, respectant la double contrainte des 280 caractères et du lipogramme en "e", clin d'œil à son roman La Disparition,,,.
Chaque vendredi matin, de janvier à juin 2020, Emmanuel Vaslin invite sur Twitter tous les contributeurs intéressés à partager des fragments d’écriture respectant la contrainte des 280 signes et incluant le hashtag #infraPerec répondant, en clin d’œil à son ouvrage L'Infra-ordinaire, aux questions posées par un objet du quotidien, du banal, de l’ordinaire (mes chaussures, ma rue, ma boîte aux lettres, l'écran de mon téléphone...),.
Le 3 mars 2022, pour les 40 ans de la mort de Perec, Pierre Ménard, Emmanuel Vaslin, Thomas Baumgartner et Hélène Paumier proposent en ligne sur Twitter une performance collective en donnant rendez-vous à qui le veut pour une «Tentative d'épuisement d'un lieu planétaire ».

#### 53
En mars 2024, les éditions L'Œil ébloui entament la publication de 53 livres de 53 pages écrits par 53 auteurs différents en hommage à Georges Perec.

### Association Georges Perec

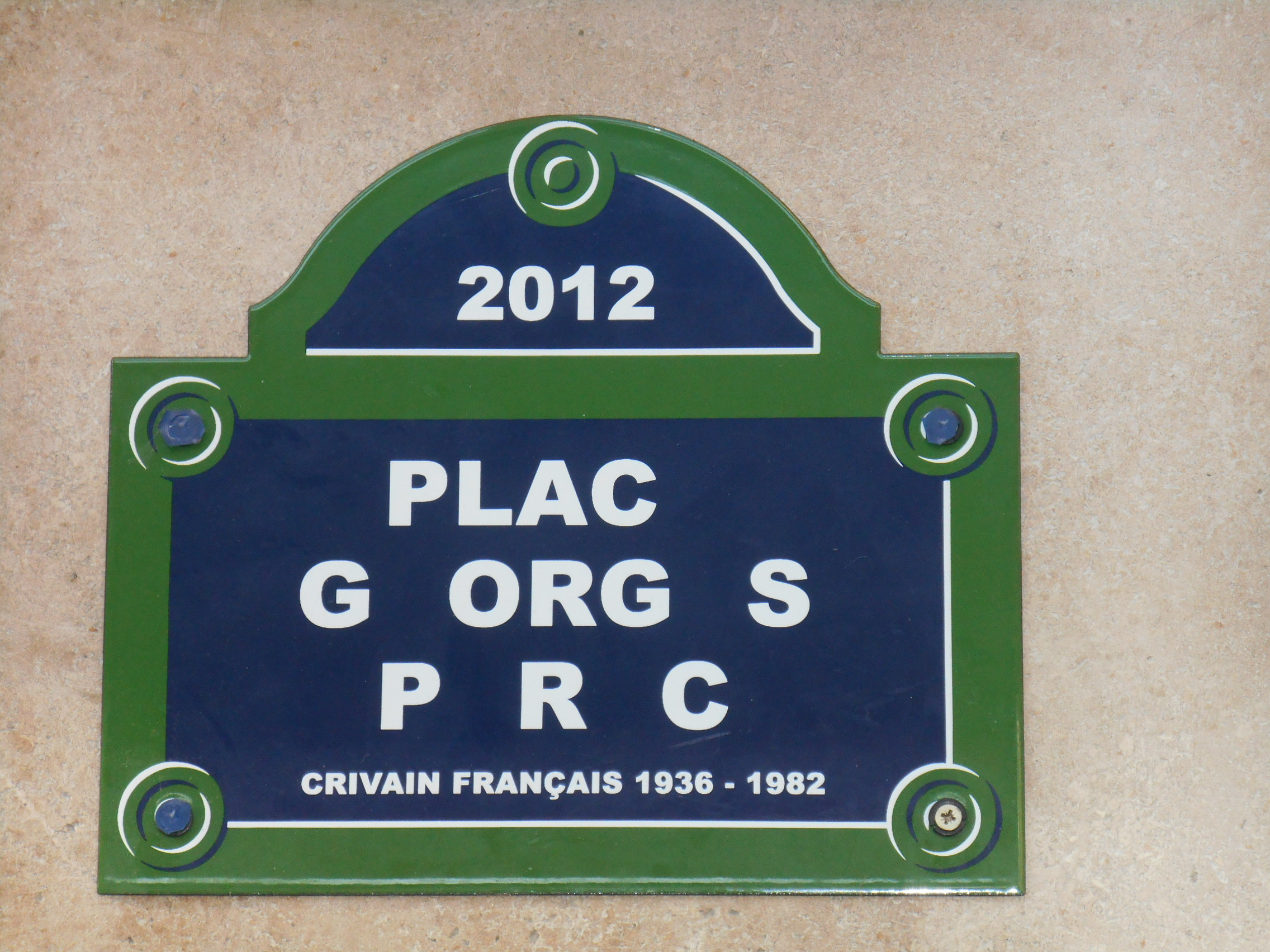
Plaque « Disparition » en hommage à Georges Perec.
Œuvre de l'artiste Christophe Verdon. Café de la Mairie, place Saint-Sulpice à Paris.

Créée à la fin de l'année 1982 par Éric Beaumatin, l'Association Georges Perec a « pour but de promouvoir la lecture, l'étude et le rayonnement de l'œuvre de Georges Perec et de développer, de conserver et exploiter un fonds documentaire qui est sa propriété et dont la vocation est publique ». Ce fonds documentaire comprend les manuscrits, la quasi-totalité des éditions françaises et étrangères des œuvres de Perec, ainsi que des études consacrées à cet auteur. Elle accueille également les travaux universitaires, francophones ou non, se rapportant à celui-ci.
Sise à Paris, à la bibliothèque de l'Arsenal, l'Association Georges Perec accueille les chercheurs lors de sa permanence hebdomadaire. Elle organise un séminaire précédemment mensuel, maintenant annuel, où, depuis 1986, des chercheurs viennent présenter leurs travaux. Elle publie un bulletin bisannuel interne ainsi que les Cahiers Georges Perec.

## Tentative de liste des œuvres

### Romans
- 1957 : L'Attentat de Sarajevo, Seuil, 2016  — Roman initialement refusé par les éditeurs.
- 1960 : Le Condottière, Seuil, 2012  — Roman initialement refusé par les éditeurs.
- 1965 : Les Choses, une histoire des années 60, Julliard, coll. « Les Lettres nouvelles » — Prix Renaudot
- 1966 : Quel petit vélo à guidon chromé au fond de la cour ?, Denoël, coll. « Les Lettres nouvelles »
- 1967 : Un homme qui dort, Denoël, coll. « Les Lettres nouvelles »
- 1969 : La Disparition, Denoël, coll. « Les Lettres nouvelles »
- 1972 : Les Revenentes, Julliard
- 1975 : W ou le souvenir d'enfance, Denoël
- 1978 : La Vie mode d'emploi, romans, Hachette, coll. « P.O.L. » — Prix Médicis
- 1979 : Un cabinet d'amateur, histoire d'un tableau, Balland
- 1982 : 53 jours  — Inachevé. Publié  chez P.O.L en 1989, avec un texte établi par Harry Mathews et Jacques Roubaud

### Nouvelle
- 1979 : Le Voyage d'hiver, Seuil, 1993

### Essais
- 1969 : Georges Perec, Pierre Lusson et Jacques Roubaud, Petit traité invitant à la découverte de l'art subtil du go, Christian Bourgois
- 1973 : La Boutique obscure, 124 rêves, Postface de Roger Bastide, Denoël-Gonthier
- 1974 : Espèces d'espaces, Éditions Galilée
- 1978 : Je me souviens, Hachette, coll. « P.O.L. »
- 1979 : Les Mots croisés, précédés de Considérations de l'auteur sur l'art et la manière de croiser les mots, Mazarine. Sera suivi de Les Mots croisés II, P.O.L / Mazarine, 1986
- 1980 : Récits d'Ellis Island, INA/Sorbier, 1980
- 1981 : Georges Perec et Cuchi White, L'Œil ébloui, Chêne/Hachette

### Poésie
- 1974 : Ulcérations, Bibliothèque oulipienne, n° 1  — Repris dans Oulipo, Atlas de littérature potentielle, Gallimard, coll. « Idées », 1981
- 1976 : Alphabets, cent soixante-seize onzains hétérogrammatiques, (illustrés par Dado), Galilée
- 1980 : La Clôture et autres poèmes, Hachette, coll. « P.O.L. »

### Théâtre
- 1981 : Théâtre I : La Poche Parmentier, précédé de L'Augmentation, Hachette, coll. « P.O.L. »

### Articles
- 1954-1955 : Georges Perec, Bernard Quilliet, Les Aventures extraordinaires d'Enzio, roi de Sardaigne, bande dessinée incomplète  — Publiée dans les Cahiers de l'Herne, n° 116, 2016
- 1956 : Manderre, nouvelle  — Publiée dans les Cahiers de l'Herne, n° 116, 2016
- 1955 : Notes de lecture dans La Nouvelle Revue française.[af]  — Publiées dans les Cahiers de l'Herne, n° 116, 2016, reprises dans Entretiens, conférences, textes rares, inédits, Joseph K., 2019
- 1956 : « Jean Duvignaud, Marée basse », dans Jean Duvignaud, Le Pandémonium du présent, Plon,‎ 1998 -  — Repris dans Entretiens, conférences, textes rares, inédits, Joseph K., 2019
- 1957 : « Jacques Nantet, Les juifs et les nations », Les Lettres nouvelles, no 45,‎ janvier 1957  — Repris dans Entretiens, conférences, textes rares, inédits, Joseph K., 2019
- 1957 : « Ivo Andrić, Il est un pont sur la Drina, chronique de Vichegrad », Les Lettres nouvelles, no 45,‎ janvier 1957  — Repris dans Entretiens, conférences, textes rares, inédits, Joseph K., 2019
- 1957 : « L'opinion publique française et la guerre d'Algérie », Pregled (Sarajevo), no 9,‎ septembre 1957  — Repris dans Entretiens, conférences, textes rares, inédits, Joseph K., 2019
- 1959 : « L'enfance de Djilas au Monténégro », Les Lettres nouvelles, no 3,‎ 18 mars 1959  — Repris dans Entretiens, conférences, textes rares, inédits, Joseph K., 2019
- 1959 : « Défense de Klee », dactylogramme,‎ août 1959  — Publié dans les Cahiers Georges Perec n° 6, 1996, repris dans Entretiens, conférences, textes rares, inédits, Joseph K., 2019
- 1959 : « Nouveau roman (suite) 10 novembre 1959 », L'Herne, no 116,‎ 2016
- 1959-1960 : « Quelques considérations sur la littérature d'aujourd'hui (ou quelques réflexions) », L'Herne, no 116,‎ 2016
- 1960 : « La perpétuelle reconquête. (co-écrit avec Roger Kleman et Henri Peretz) », La Nouvelle critique, no 116,‎ mai 1960[316]  — À propos du film d'Alain Resnais Hiroshima, mon amour. Repris dans le recueil L.G., une aventure des années soixante, Seuil, 1992
- 1961 : « Situation du roman français contemporain », L'Herne, no 116,‎ 2016  — Repris dans Entretiens, conférences, textes rares, inédits, Joseph K., 2019
- 1961 : « John Perkins, par Henri Thomas », dactylogramme,‎ mars 1961  — Publié dans la Revue des belles lettres, 2013, repris dans Entretiens, conférences, textes rares, inédits, Joseph K., 2019
- 1961 : « Jean Ferniot, L'Ombre portée », Nouvelle Revue française, no 108,‎ décembre 1961  — Repris dans Entretiens, conférences, textes rares, inédits, Joseph K., 2019
- 1962 : « Le Nouveau Roman et le refus du réel », Partisans, no 3,‎ février 1962  — Repris dans le recueil L.G., une aventure des années soixante, Seuil, 1992
- 1962 : « Pour une littérature réaliste », Partisans, no 4,‎ avril-mai 1962  — Repris dans le recueil L.G., une aventure des années soixante, Seuil, 1992
- 1962 : « Engagement ou crise du langage », Partisans, no 7,‎ novembre-décembre 1962  — Repris dans le recueil L.G., une aventure des années soixante, Seuil, 1992
- 1963 : « Le 6e congrès de l'Union des étudiants communistes. Discussions et perspectives », Partisans, no 9,‎ mars-avril 1963  — Repris dans Entretiens, conférences, textes rares, inédits, Joseph K., 2019
- 1963 : « Robert Antelme ou la vérité de la littérature », Partisans, no 8,‎ janvier-février 1963  — Repris dans le recueil L.G., une aventure des années soixante, Seuil, 1992
- 1963 : « L’univers de la science-fiction », Partisans, no 10,‎ mai-juin 1963  — Repris dans le recueil L.G., une aventure des années soixante, Seuil, 1992
- 1963 : « La Chasse au mérou. [Recension du livre de Georges Limbour] », Partisans, no 11,‎ juillet 1963  — Repris dans les Cahiers de l'Herne, n° 116, 2016 et dans Entretiens, conférences, textes rares, inédits, Joseph K., 2019
- 1963 : « Le mystère Robbe-Grillet », Partisans, no 11,‎ juillet 1963  — Repris dans les Cahiers de l'Herne, n° 116, 2016 et dans Entretiens, conférences, textes rares, inédits, Joseph K., 2019
- 1964 : « Wozzeck ou la méthode de l’apocalypse (co-écrit avec Jacques Lederer », Clarté, no 53,‎ janvier 1964  — Repris dans le recueil L.G., une aventure des années soixante, Seuil, 1992
- 1965 : « Le saut en parachute », Le Scarabée international, no 2,‎ 1982  — Repris dans le recueil Je suis né, Seuil, 1990
- 1965 : « Réflexions sur "ma" classe sociale », dactylogramme,‎ septembre 1965  — Repris dans Entretiens, conférences, textes rares, inédits, Joseph K., 2019
- 1965 : « Les lieux d'une fugue », Présences et regards, nos 17-18,‎ 1975  — Repris dans le recueil Je suis né, Seuil, 1990
- 1966 : « Évidence du western », La Quinzaine littéraire, no 8,‎ juillet 1966  — Repris dans Entretiens, conférences, textes rares, inédits, Joseph K., 2019
- 1966-1967 : Billets dans Arts et loisirs[ag].  — Repris dans Le Cabinet d'amateur, n° 3, printemps 1994 et dans Entretiens, conférences, textes rares, inédits, Joseph K., 2019
- 1966-1973 : Georges Perec et Marcel Bénabou, PALF : Production Automatique de Langue Française, Cahiers Georges Perec n° 3, éditions du limon, 1989
- 1967 : « Une quête en rond », La Quinzaine littéraire, no 24,‎ 15-31 mars 1967  — Repris dans le recueil Je suis né, Seuil, 1990 sous le titre Kléber Chrome et présenté à tort comme un projet de roman[317]
- 1967 : « Roger Price, Le Cerveau à sornettes », dans Julliard, coll. « Humour secret », 1967  — Repris dans Entretiens, conférences, textes rares, inédits, Joseph K., 2019
- 1967 : « La chose », Magazine littéraire, no 316,‎ décembre 1993  — Repris dans Entretiens, conférences, textes rares, inédits, Joseph K., 2019
- 1967 : « Chemin de pierre, sur des dessins et des peintures de Pierre Getzler », catalogue d'exposition,‎ décembre 1967  — Repris dans les Cahiers Georges Perec n° 10, 2010 et dans Entretiens, conférences, textes rares, inédits, Joseph K., 2019
- 1967 : « Roland Barthes, Le Système de la mode », Dactylogramme,‎ vers 1967  — Publié dans Entretiens, conférences, textes rares, inédits, Joseph K., 2019
- 1967 : « Écriture et mass-media », Preuves, no 202,‎ 1967  — Repris dans Entretiens, conférences, textes rares, inédits, Joseph K., 2019
- 1968 : L'Art et la manière d'aborder son chef de service pour lui demander une augmentation, coll. « L'Enseignement programmé », décembre 1968  — Réédité par Hachette en 2008
- 1969 : Petit abécédaire illustré, Au Moulin d'Andé, Tirage à cent exemplaires signés[ah]. — Repris dans le recueil Voeux, Seuil, 1989
- 1969 : « Les Horreurs de la guerre, drame alphabétique en trois actes et trois tableaux », Union des écrivains, no 1,‎ 1969  — Repris dans Oulipo, La Littérature potentielle, 1973
- 1969-1975 : Lieux, Seuil, 2022
- 1970 : Je suis né  — Repris dans le recueil Je suis né, Seuil, 1990
- 1972 :« Les gnocchis de l’automne[ai] ou réponse à quelques questions me concernant », Cause commune, no 1,‎ 1972  — Repris dans le recueil Je suis né, Seuil, 1990
- 1972 : « Six rêves », Cause commune, no 2,‎ 1972  — Repris avec variantes dans La Boutique obscure
- 1972 : « L'orange est proche », Cause commune, no 3,‎ 1972 [à propos d'Orange mécanique de Stanley Kubrick] — Repris dans Entretiens, conférences, textes rares, inédits, Joseph K., 2019
- 1972 : « Fonctionnement du système nerveux dans la tête », Cause commune, no 3,‎ 1972
- 1972 : « Le grabuge (avec Georges Balandier, Jean Duvignaud et Paul Virilio », Cause commune, no 4,‎ 1972
- 1972 : « Apprendre à bredouiller », Manuscrit,‎ 15 novembre 1972  — Publié dans Entretiens, conférences, textes rares, inédits, Joseph K., 2019
- 1972 : Lieux communs travaillés  — Repris dans le recueil Voeux, Seuil, 1989
- 1973 : « Approches de quoi », Cause Commune, no 3,‎ février 1973 — Repris dans le recueil L'Infra-ordinaire, Seuil, 1989
- 1973 : « Quinze variations discrètes sur un poème connu », Change, no 14,‎ 1973  — Repris dans les Cahiers de l'Herne, n° 116, 2016
- 1973 : « Histoire du lipogramme ; Un roman lipogrammatique ; Traductions lipogrammatiques de poèmes bien connus (Rimbaud et Baudelaire) ; Palindrome (Edna d'nilu o, mû, acéré, pseg, roeg) ; Boule de neige ; Les Horreurs de la guerre, drame alphabétique en trois actes et trois tableaux », dans Oulipo, La Littérature potentielle, Gallimard, coll. « Idées », 1973
- 1973 : « Chalands et nonchalants », Cause commune, no 7,‎ 1973  — Repris dans Entretiens, conférences, textes rares, inédits, Joseph K., 2019
- 1973 : « La mort des choses », Les Peintres témoins de leur temps,‎ 1973  — Repris dans Entretiens, conférences, textes rares, inédits, Joseph K., 2019
- 1973 : « Ô images, vos suffisez à mon bonheur », La quinzaine littéraire, no 172,‎ octobre 1973  — Repris dans Entretiens, conférences, textes rares, inédits, Joseph K., 2019
- 1973 : Versions latines  — Repris dans le recueil Voeux, Seuil, 1989
- 1974 : « Experimental demonstration of the tomatotopic organisation in the Soprano (Cantatrix sopranica L.) », Banana Split, no 2,‎ 1980  — Repris dans le recueil Cantatrix sopranica L. et autres écrits scientifiques, Seuil, 1991
- 1974 : « 35 variations sur un thème de Marcel Proust », Magazine littéraire,‎ 1974  — Repris en volume par Le Castor astral, 2000
- 1975 : « 30 banalités idiosyncratiques sur la ville de New-York », manuscrit,‎ mars 1975  — Publié dans Entretiens, conférences, textes rares, inédits, Joseph K., 2019
- 1975 : « Tentative d'épuisement d'un lieu parisien », Cause Commune, no 1,‎ 1975  — Réédité chez Christian Bourgois, 1982
- 1975 : Les adventures de Dixion Harry, by Georges Perec  — Repris dans le recueil Voeux, Seuil, 1989
- 1976 : « Lire : esquisse socio-physiologique », Esprit, no 453,‎ janvier 1976 — Repris dans le recueil Penser/Classer, Hachette, 1985
- 1976 : « Notes concernant les objets qui sont sur ma table de travail », Nouvelles littéraires, no 2521,‎ 26 février 1976 — Repris dans le recueil Penser/Classer, Hachette, 1985
- 1976 : « Tentative d’inventaire des aliments liquides et solides que j’ai ingurgités au cours de l’année mille neuf cent soixante-quatorze », Action poétique, no 65,‎ 1976 — Repris dans le recueil L'Infra-ordinaire, Seuil, 1989
- 1976 : « La mode : douze regards obliques », Traverses, no 3,‎ 1976 — Repris dans le recueil Penser/Classer, Hachette, 1985
- 1976 : « Cinq milliards de milliards de romans (à propos du Château des destins croisés d'Italo Calvino) », Magazine littéraire, no 2531,‎ 6 mai 1976  — Repris dans les Cahiers de l'Herne, n° 116, 2016 et dans Entretiens, conférences, textes rares, inédits, Joseph K., 2019
- 1976 : « Tentative de description d'un programme de travail pour le années à venir », dactylogramme,‎ décembre 1976  — Publié dans les Cahiers Georges Perec n° 1, 1985 et repris dans Entretiens, conférences, textes rares, inédits, Joseph K., 2019
- 1977 : « Les Lieux d'une ruse », Cause commune, no 1,‎ 1977 — Repris dans le recueil Penser/Classer, Hachette, 1985. Écouter en ligne
- 1977 : « Dos, caddy d'aisselles », La Bibliothèque oulipienne, no 4,‎ 1977
- 1977 : « La Rue Vilin », L'Humanité,‎ 11 novembre 1977  — Extrait du projet Lieux, 1969-1975, Seuil, 2022 — Repris dans le recueil L'Infra-ordinaire, Seuil, 1989
- 1977 : « Guettées », Les Lettres nouvelles, no 1,‎ 1977  — Extrait du projet Lieux, 1969-1975, Seuil, 2022
- 1977 : « Vues d'Italie », Nouvelle Revue de psychanalyse, no 16,‎ 1977  — Extrait du projet Lieux, 1969-1975, Seuil, 2022
- 1977 : « Trois chambres retrouvées », Les Nouvelles littéraires, no 2612,‎ 24 novembre 1977 — Repris dans le recueil Penser/Classer, Hachette, 1985
- 1977 : « Claudine Dannequin, Les Enfants bâillonnés », C.E.D.I.C.,‎ 1977  — Publié dans Entretiens, conférences, textes rares, inédits, Joseph K., 2019
- 1977 : « Roussel et Venise. Esquisse d'une géographie mélancolique. (Écrit avec Harry Mathews) », Revue L'Arc, no 68,‎ 1977  — Repris dans le recueil Cantatrix sopranica L. et autres écrits scientifiques, Seuil, 1991
- 1977 : Petite histoire de la musique  — Repris dans le recueil Voeux, Seuil, 1989
- 1978 : Cahier des charges de La Vie mode d'emploi, CNRS/Zulma, 1993
- 1978 : « Notes brèves sur l'art et la manière de ranger ses livres », L'Humidité, no 25,‎ printemps 1978 — Repris dans le recueil Penser/Classer, Hachette, 1985
- 1978 : « Des comédies au rabais », Les Nouvelles littéraires, no 2647,‎ 4-10 août 1978  — Repris dans Entretiens, conférences, textes rares, inédits, Joseph K., 2019
- 1978 : « Deux cent quarante-trois cartes postales en couleurs véritables », Le fou parle, no 8,‎ octobre 1978 — Repris dans le recueil L'Infra-ordinaire, Seuil, 1989
- 1978 : « Notes sur ce que je cherche », Le Figaro,‎ 8 décembre 1978  — Repris dans le recueil Penser/Classer, Hachette, 1985
- 1978 : « Cyd Charisse m'était conté (à propos du livre de Jean-Claude Missiaen) », Les Nouvelles littéraires,‎ décembre 1978  — Repris dans Entretiens, conférences, textes rares, inédits, Joseph K., 2019
- 1978 : « Mon plus beau souvenir de Noël », Le Nouvel observateur,‎ décembre 1978
- 1978 : Œuvres anthumes  — Repris dans le recueil Voeux, Seuil, 1989
- 1979 : « Le rêve et le texte », Le Nouvel observateur, no 741,‎ 22 janvier 1979, sous le titre mon expérience de rêveur  — Repris dans le recueil Je suis né, Seuil, 1990
- 1979 : « Le travail de la mémoire », Monsieur Bloom, no 3,‎ mars 1979  — Repris dans le recueil Je suis né, Seuil, 1990
- 1979 : « Je me souviens de Malet et Isaac », H-Histoire, no 1,‎ mars 1979 — Repris dans le recueil Penser/Classer, Hachette, 1985
- 1979 : [Treize ancrages dans l'espace]  — Notes prises pendant la traversée de l'Atlantique jusqu'à Ellis Island, publiées dans Texte en main n° 12, printemps-été 1997
- 1979 : « 11 x (11 + 11) + 11 », Jacques Poli, Peintures entomologiques 1978-1979, Paris, Galerie Adrien Maeght,‎ 1979  — Repris dans le recueil Beaux présents, Belles absentes, Seuil, 1994. Compléments dans Entretiens, conférences, textes rares, inédits, Joseph K., 2019
- 1979 : « Paolo Boni, mécanicien de l'imaginaire », dactylogramme,‎ 1979  — Repris dans Entretiens, conférences, textes rares, inédits, Joseph K., 2019
- 1979 : « Je me souviens du jazz... », Jazz Magazine, no 272,‎ 1979
- 1979 : « Allées et venues rue de l'Assomption », L'Arc, no 76,‎ 1979  — Extrait du projet Lieux, 1969-1975, Seuil, 2022
- 1979 : « J'aime, je n'aime pas », L'Arc, no 76,‎ 1979  — Repris dans Entretiens, conférences, textes rares, inédits, Joseph K., 2019
- 1979 : « Ellis Island, description d’un projet », Recherches, no 38,‎ septembre 1979  — Repris dans le recueil Je suis né, Seuil, 1990
- 1979 :  Gamine de blouse, brève anthologie du jazz américain  — Repris dans le recueil Voeux, Seuil, 1989
- 1980 : What a man !, Le castor astral, 1996
- 1980 : « Considérations sur les lunettes », Les Lunettes,‎ 1980 — Repris dans le recueil Penser/Classer, Hachette, 1985
- 1980 : « 81 fiches-cuisine à l'usage des débutants », Manger,‎ 1980 — Repris dans le recueil Penser/Classer, Hachette, 1985. Écouter en ligne
- 1980 : « Distribution spatio-temporelle de Coscinoscera Victoria, Coscinoscera tigrata carpenteri, Coscinoscera punctata Barton & Coscinoscera nigrostriata d'Iputupi », Catalogue de l'exposition Cartes et figures de la terre, Centre Beaubourg,‎ 1980  — Repris dans le recueil Cantatrix sopranica L. et autres écrits scientifiques, Seuil, 1991
- 1980 : « Une amitié scientifique et littéraire : Léon Burp et Marcel Gotlib, suivi de Considérations nouvelles sur la vie et l’œuvre de Romuald SainSohaint », Préface au volume II de l'édition complète hors commerce de Gotlib, Rubrique-à-brac,‎ 1980  — Repris dans le recueil Cantatrix sopranica L. et autres écrits scientifiques, Seuil, 1991
- 1980 : « Fragments de désert et de culture », Traverses (Centre Georges Pompidou), no 19,‎ 1980  — Repris dans Le Cabinet d'amateur, n° 3, printemps 1994
- 1980 : « Le Pacte », Le Bout des Bordes n° 5-6, Cerisols, Obliques,‎ 1980  — Repris dans le recueil Beaux présents, Belles absentes, Seuil, 1994
- 1980 : « Jacques Roubaud (1932 -    ) », notice,‎ 1980  — Publiée dans Entretiens, conférences, textes rares, inédits, Joseph K., 2019
- 1980 : « Alphabet pour Stämpfli », Catalogue de l'exposition Peter Stämpfli, œuvres récentes,, Centre Georges Pompidou,‎ 1980 – Repris dans Le Cabinet d'amateur, n° 1, Les Impressions nouvelles, Printemps 1993
- 1980 : « Emprunts à Flaubert », L'Arc, no 79,‎ 1980
- 1980 : « Emprunts à Queneau », Les Amis de Valentin Brû, nos 13-14,‎ 1980
- 1980 : « Questions réponses. Autobibliographie prospective pour les dix années à venir », Action poétique, no 81,‎ 1980
- 1980-1981 : Perec/rinations, Zulma, 1997  — Jeux initialement parus dans le supplément Ile-de-France de Télérama
- 1980 : ROM POL  — Repris dans le recueil Voeux, Seuil, 1989
- 1980-1982 : Jeux intéressants, parus de mai 1980 à juillet 1982 dans Ça m'intéresse, Zulma, 1997
- 1981 : « X prend Y pour Z ; Anagramme saturé ; Variations lipogrammatiques, dont À l'OuLiPo ; What a man ! , signé Gargas Parac ; Palindromes syllabiques ; Séries ; Quatre figures pour La Vie mode d'emploi[318] », dans Oulipo, Atlas de littérature potentielle, Gallimard, coll. « Idées », 1981
- 1981 : « De quelques emplois du verbe habiter », L'Équerre-Plan Construction,,‎ 1981 — Repris dans le recueil Penser/Classer, Hachette, 1985
- 1981 : « Avez-vous lu Harry Mathews », Le Monde,‎ 3 avril 1981  — Repris dans Entretiens, conférences, textes rares, inédits, Joseph K., 2019
- 1981 : « Promenades dans Londres », Atlas/Air France,‎ avril 1981 — Repris dans le recueil L'Infra-ordinaire, Seuil, 1989
- 1981 : « Aimer », La Galaxie Georges Perec, Maison du livre et des mots, Villeneuve-lès-Avignon,‎ 1989  — Repris dans le recueil Beaux présents, Belles absentes, Seuil, 1994
- 1981 : « De la difficulté qu'il y a à imaginer une Cité idéale », La Quinzaine littéraire, no 353,‎ 1er août 1981 — Repris dans le recueil Penser/Classer, Hachette, 1985
- 1981 : « Le Saint des Saints », Vogue Homme, no 42,‎ septembre 1981, sous le titre ces bureaux qui révèlent votre personnalité — Repris dans le recueil L'Infra-ordinaire, Seuil, 1989
- 1981 : « Still life / Style leaf », Le fou parle, no 18,‎ septembre 1981 — Repris dans le recueil L'Infra-ordinaire, Seuil, 1989
- 1981 : « Sylvie Weil et Louise Rameau, Trésor des expressions françaises », (préface),‎ 1981 — Repris dans Entretiens, conférences, textes rares, inédits, Joseph K., 2019
- 1981 : « Tout autour de Beaubourg », Atlas/Air France,‎ octobre 1981 — Repris dans le recueil L'Infra-ordinaire, Seuil, 1989
- 1981 : « Quelques-unes des choses qu’il faudrait tout de même que je fasse avant de mourir », France Culture,‎ novembre 1981  — Repris dans le recueil Je suis né, Seuil, 1990
- 1981 : « J.R. : Tentative de saturation onomastique », Banana split, no 4,‎ 1981  — Repris dans Le Cabinet d'amateur, n° 6, décembre 1997
- 1981 : Un petit peu plus de quatre mille poèmes en prose pour Fabrizio Clerici, Action poétique (no 85), septembre 1981. – Réédité par Les impressions nouvelles en 1996
- 1981 : Georges Perec, Claude Burgelin, Paul Fournel, Béatrice de Jurquet et Harry Mathews, La Cantatrice sauve, Bibliothèque oulipienne n° 16, 1981  — Repris dans La Bibliothèque oulipienne, volume I, Seghers, 1990
- 1981 : Dictionnaire des cinéastes  — Repris dans le recueil Voeux, Seuil, 1989
- 1981 : « Prise d'écriture », La Chronique des écrits en cours, no 1,‎ mai 1981 – Repris dans Bernard Magné, Perecollages 1981-1988, Presses Universitaires du Mirail, 1989
- 1981-1982 : Nouveaux jeux intéréssants, parus dans Jeune Afrique de septembre 1981 à février 1982, Zulma, 1998
- 1982 : L'Éternité, Orange Export Ltd.  — Manuscrit définitif publié dans les Cahiers de l'Herne, n° 116, 2016
- 1982 : « jfa », Index, École normale supérieure de Saint-Cloud,‎ 1982  — Repris dans le recueil Beaux présents, Belles absentes, Seuil, 1994
- 1982 : « De la Beauce à Notre-Dame de Chartres », Préface au recueil de photomontages d'Alain Brandard, La Cathédrale de Chartres dans tous ses états, Denoël,‎ 1982  — Repris dans le recueil Cantatrix sopranica L. et autres écrits scientifiques, Seuil, 1991
- 1982 : Épithalames, Bibliothèque oulipienne, n° 19 (lire en ligne)
- 1982 : « À propos des Jeux de la comtesse Dolingen de Gratz », Positif, no 250,‎ janvier 1982  — Repris dans Entretiens, conférences, textes rares, inédits, Joseph K., 2019
- 1982 : « Penser/Classer », Le Genre humain, no 2,‎ 1982 — Repris dans le recueil Penser/Classer, Hachette, 1985
- 1982 : Cocktail Queneau  — Repris dans le recueil Voeux, Seuil, 1989
- [non daté] : [Un peu moins de vingt mille incipit inédits de Georges Perec], Études littéraires, Volume 23, numéro 1-2, été–automne 1990, Université de Laval. Lire en ligne
- [non daté] : « L'art effaré », Le Fou parle, nos 21-22,‎ décembre 1982 – Repris par Les Cahiers de l'IRCAM, n° 6, 1994.

### Traductions
- 1975 : Traduction de Tlooth  d'Harry Mathews, sous le titre Les Verts Champs de moutarde de l'Afghanistan, Denoël
- 1976 : Traduction du poème Milk Plasma d'Harry Mathews, sous le titre Milk Plasma, Action poétique n° 65, mai 1976
- 1981 : Traduction de The Sinking of Odradek Stadium d'Harry Mathews, sous le titre Le Naufrage du stade Odradek, Hachette

### Entretiens, conférences
- 1965-1981 : Entretiens et conférences, Joseph K., 2 volumes, 2003
- 1965-1981 : En dialogue avec l'époque, Joseph K., 2011  — Extraits tirés des deux volumes parus en 2003
- 1965-1981 : Entretiens, conférences, textes rares, inédits, Joseph K., 2019
- 1976 : Entretien avec Bernard Noël, André Dimanche éditeur, 1997
- [1983] : « Entretien avec Gabriel Simony », Jungle, no 6,‎ 1983  — Publié en volume au Castor astral, 1989

### Correspondance
- 1954 : Lettre à Jean Duvignaud, publiée par le destinataire dans Perec ou la cicatrice, Actes Sud, 1993  — Reprise dans Entretiens, conférences, textes rares, inédits, Joseph K., 2019
- 1957 : Première lettre à Maurice Nadeau, Cahiers Georges Perec n° 4, 1990  — Repris dans Entretiens, conférences, textes rares, inédits, Joseph K., 2019
- 1958 : Lettre à Maurice Nadeau, L'Herne, n° 116, 2016
- 1961 : Lettre à Régis Debray, L'Herne, n° 116, 2016
- 1961 : Lettres à Pierre et Denise Getzler, L'Herne, n° 116, 2016  — dont une longue lettre à propos de Bartleby, d'Herman Melville
- 1969 : Lettre à Maurice Nadeau  — Lettre-programme de travail publiée dans le recueil Je suis né, Seuil, 1990
- 1970 : Lettre à Roland Barthes, 15 juin 1970  — Publiée dans Entretiens, conférences, textes rares, inédits, Joseph K., 2019
- Cher, très cher, admirable et charmant ami. Correspondance avec Jacques Lederer, 1956-1961, Flammarion, 1997
- 56 lettres à un ami, Le Bleu du ciel, 2011
- « Cher Georges » – « Cher Eugen », Die Korrespondenz zwischen Eugen Helmlé und Georges Perec 1966-1982, Conte Verlag, 2015.  (ISBN 978-3-95602-033-9)

### Cinéma
- 1973 : commentaire du documentaire Mieux-être de Patrice Molinard, production IFRA pour le compte du CNRS, 12 min
- 1974 : commentaire de l'épisode de Chroniques de France intitulé Le Foyer international de Paris, réalisation Bernard Queysanne, production Pathé, 6 min
- 1974 : adaptation et co-réalisation avec Bernard Queysanne d'Un homme qui dort, interprétation de Jacques Spiesser, voix de Ludmila Mikaël, production Dovidis/Satpec, noir et blanc, 81 min  — Prix Jean Vigo 1974
- 1975 : commentaire et voix de 1930-1934, épisode de La Vie filmée des français, réalisation de Michel Pamart et Claude Ventura, production INA, 52 min
- 1975 : commentaire de Ahô... au cœur du monde primitif, réalisation Daniel Bertolino et François Floquet, production Via le Monde, 93 min
- 1976 : texte de l'épisode de Chroniques de France intitulé Gustave Flaubert, le travail de l'écrivain, réalisation Bernard Queysanne, voix de Jacques Spiesser, production Pathé, 7 min
- 1976 : réalisation des Lieux d'une fugue, voix de Marcel Cuvelier, production INA, 41 min. Diffusion sur TF1 le 6 juillet 1978
- 1977 : L'Œil de l'autre, réalisation de Bernard Queysanne, scénario de Nourredine Mechri d'après un tapuscrit de Georges Perec, interprétation de Pascale Audret, Jean-Pierre Cassel et Marcel Cuvelier, production INA, 110 min
- 1979 : scénario et commentaire des Récits d'Ellis Island, réalisation Robert Bober, production INA, 116 min
- 1979 : co-scénario et dialogues de Série noire, réalisation Alain Corneau, interprétation de Bernard Blier, Myriam Boyer, Patrick Dewaere, Andreas Katsulas et Marie Trintignant, coproduction Prospectacle et Gaumont, 110 min. – Dialogues intégraux publiés dans L'Avant-Scène / Cinéma n° 233, 1er octobre 1979
- 1979 : Retour à la bien-aimée, réalisation de Jean-François Adam, scénario de Jean-François Adam, Jean-Claude Carrière, Benoît Jacquot et Georges Perec, interprétation d'Isabelle Huppert, Jacques Dutronc, Bruno Ganz et Christian Rist, production ATC 3000, FR3 et Prodis, 98 min
- 1981 : commentaire et voix d'Inauguration, réalisation de Robert Bober, production INA, 9 min
- 1981 : co-financement des Jeux de la comtesse Dolingen de Gratz, réalisation Catherine Binet, interprétation de Michel Lonsdale, Carol Kane, Marina Vlady, Marilú Marini et Emmanuelle Riva, coproduction Films du Nautile et Prospectacle, 113 min

### Musique
- 1971 :  livret de Diminuendo, composition musicale de Bruno Gillet. Création en septembre 1971 à la Biennale de Paris, reprise en juillet 1972 au Festival d'Avignon
- 1972 : partition de Souvenirs d'un voyage à Thouars,
- 1978 : texte de Scrabble Music, jeu-feuilleton radiophonique, composition musicale de Philippe Drogoz. Diffusion France-Culture, émission Les Pouvoirs de la musique, 10, 17, 24 février et 3 et 10 mars 1978

### Radio

#### France
- 1970 : Extraordinaires aventures de Mr Eveready, feuilleton radiophonique en 165 épisodes pour la Radio-Abidjan
- 1972 : AudioPerec, France Culture, Atelier de création radiophonique, 5 mars 1972. Contient : L'Augmentation, Le Petit abécédaire illustré, Diminuendo, Souvenir d'un voyage à Thouars, Tagstimmen, Oulipo : gloses et textes. 170 min. Écouter en ligne
- 1977 : Poésie ininterrompue, France Culture, 20 février 1977, 145 min  — Publié dans Georges Perec (CD audio + textes), André Dimanche éditeur, 1997. Écouter en ligne
- 1978 : Carrefour Mabillon, enregistré le 19 mai 1978, diffusé sur France Culture le 25 février 1979, 120 min  — Publié dans Georges Perec (CD audio + textes), André Dimanche éditeur, 1997. Écouter en ligne
- 1981 : 50 choses qu'il ne faut pas oublier de faire avant de mourir, France Culture, 14 novembre 1981. Écouter en ligne

#### Allemagne
- 1968 : Die Maschine, traduction et adaptation d'Eugen Hemlé, première diffusion : Saarländischer Rundfunk, 13 novembre 1968. – Publié chez Reclam, Universal-Bibliothek n° 9352, 1972. Rééditionavec CD chez Gollenstein, 2001, (ISBN 978-3-933389-25-1) Écouter en ligne
- 1968 : Wucherungen (L'Augmentation), traduction d'Eugen Hemlé, première diffusion : Saarländischer Rundfunk, 12 novembre 1968. Écouter en ligne
- 1971 : Tagstimmen, de Perec, Philippe Drogoz et Eugen Hemlé, première diffusion : Saarländischer Rundfunk, 28 avril 1971. Écouter en ligne
- 1972 : Der Mechanismus des Nervensystems im Kopf (Fonctionnement du système nerveux dans la tête), traduction d'Eugen Hemlé, première diffusion : Westdeutscher Rundfunk, 15 juin 1972
- 1974 : Konzertstück für Sprecher und Orchester, de Georges Perec, Philippe Drogoz et Eugen Hemlé, première diffusion : Saarländischer Rundfunk, 18 juillet 1974. Écouter en ligne
- 1987 : Der Kartoffelkessel (La Poche Parmentier), traduction d'Eugen Hemlé, diffusion par la Saarländischer Rundfunk, la Südwestrundfunk et la Süddeutscher rundfunk : le 15 octobre 1987. Écouter en ligne
- 1991: Der Teufel in der Bibliothek (Le Diable dans la bibliothèque), traduction d'Eugen Hemlé, diffusion par la Norddeutscher Rundfunk en octobre 1991. Écouter en ligne

## Éditions
Les œuvres de Perec sont éditées individuellement ou en recueils. Deux anthologies ont été publiées :
- Bernard Magné (dir.), Romans et récits, Livre de Poche, coll. « La Pochothèque », 2002 (ISBN 978-2-253-13262-2)Contient : Les Choses, Quel petit vélo à guidon chromé au fond de la cour ?, Un homme qui dort, La Disparition, Les Revenentes, La Vie mode d'emploi, Un cabinet d'amateur, Le Voyage d'hiver
- Christelle Reggiani (dir.), Œuvres, Gallimard, coll. « La Pléiade », 2017, 2 volumes. Contient : Tome I : Les Choses, Quel petit vélo à guidon chromé au fond de la cour ?, Un homme qui dort, La Disparition, Les Revenentes, Espèces d'espaces, W ou Le souvenir d'enfance, Je me souviens. Tome II : La Vie mode d'emploi,  Un cabinet d'amateur, La Clôture et autres poèmes, L'Éternité, Tentative d'épuisement d'un lieu parisien, Le Voyage d'hiver, Ellis Island, L'art et la manière d'aborder son chef de service pour lui demander une augmentation, L'Augmentation

### Ouvrages généraux
- Claude Burgelin, Georges Perec, Seuil, coll. « Les contemporains », 1988 (ISBN 978-2-02-010243-8)
- Claude Burgelin, Album Perec, Gallimard, coll. « Pléiade », 2017 (ISBN 978-2-07019-752-1)
- Claude Burgelin, Georges Perec, Gallimard, 2023 (ISBN 978-2-07-276395-3)
- Collectif, Perec, Cahiers de L'Herne (no 116), 2016 (ISBN 978-2-851971-86-9)
- Bernard Magné, Georges Perec, Nathan, coll. « Écrivains 128 », 1999 (ISBN 978-2-09-191051-2)
- Paulette Perec (dir.), Portrait(s) de Georges Perec, Bibliothèque Nationale de France, 2001 (ISBN 2-7177-2153-3)

### Biographies
- David Bellos, Georges Perec, une vie dans les mots, Seuil, 1994 (ISBN 2-02-016868-5)
- David Bellos, Georges Perec, une vie dans les mots, Seuil, 2022, édition révisée (ISBN 978-2021493764)
- Jean Duvignaud, Perec ou la cicatrice, Actes Sud, 1993 p. (ISBN 2-7427-0087-0)
- Jacques Neefs et Hans Hartje, Georges Perec, images, Seuil, 1993 (ISBN 2-02-019478-3)

### Audio
- Georges Perec, mode d'emploi, France Culture, mars 2016, 3 épisodes d'une heure. Écouter en ligne
- Perec retrouvé : le délicat puzzle de la vie et de l’œuvre, France Culture, 3 mars 2023, 39 min. Écouter en ligne

### Vidéo
- Collection des vidéos de l'INA